# Nizozemsko na Letních olympijských hrách 2020
Nizozemsko na Letních olympijských hrách 2020 v japonském Tokiu reprezentovalo 278 sportovců, z toho 113 mužů a 165 žen v 19 sportech. Největší úspěchy přišly z cyklistiky, kde získali 12 medailí, z toho 5 zlatých. Výprava nakonec vybojovala 36 medailí a v
celkovém pořadí národů se umístila na 7. místě.

## Medailisté
| Medaile | Jméno | Sport         | Disciplína                     | Den          |
| ------- | --- | ------------- | ------------------------------ | ------------ |
| Zlato   | Koen Metsemakers Dirk Uittenbogaard Abe Wiersma Tone Wieten | Veslování     | Muži – párová čtyřka           | 28. červenec |
| Zlato   | Annemiek van Vleutenová | Cyklistika    | Ženy – časovka                 | 28. červenec |
| Zlato   | Niek Kimmann | Cyklistika    | Muži – BMX závod               | 30. červenec |
| Zlato   | Kiran Badloe | Jachting      | Muži – RS:X                    | 31. červenec |
| Zlato   | Sifan Hassanová | Atletika      | Ženy – 5000 metrů              | 2. srpen     |
| Zlato   | Roy van den Berg Matthijs Büchli Jeffrey Hoogland Harrie Lavreysen | Cyklistika    | Muži – týmový sprint           | 3. srpen     |
| Zlato   | Shanne Braspennincxová | Cyklistika    | Ženy – keirin                  | 5. srpen     |
| Zlato   | Harrie Lavreysen | Cyklistika    | Muži – sprint                  | 6. srpen     |
| Zlato   | Felice Albersová Margot van Geffenová Eva de Goedeová Marloes Keetelsová Josine Koningová Sanne Koolenová Laurien Leurinková Caia van Maasakkerová Frédérique Matlaová Laura Nunninková Malou Pheninckxová Pien Sandersová Lauren Stamová Maria Verschoorová Xan de Waardová Lidewij Weltenová | Pozemní hokej | Ženy                           | 6. srpen     |
| Zlato   | Sifan Hassanová | Atletika      | Ženy – 10000 m                 | 7. srpen     |
| Stříbro | Steve Wijler Gabriela Schloesserová | Lukostřelba   | Smíšené dvojice                | 24. červenec |
| Stříbro | Annemiek van Vleutenová | Cyklistika    | Ženy – silniční závod          | 25. červenec |
| Stříbro | Arno Kamminga | Plavání       | Muži – 100 m prsa              | 26. červenec |
| Stříbro | Stef Broenink Melvin Twellaar | Veslování     | Muži – dvojskif                | 28. červenec |
| Stříbro | Ymkje Cleveringová Karolien Florijnová Ellen Hogerwerfová Veronique Meesterová | Veslování     | Ženy – čtyřka bez kormidelníka | 28. červenec |
| Stříbro | Tom Dumoulin | Cyklistika    | Muži – časovka                 | 28. červenec |
| Stříbro | Arno Kamminga | Plavání       | Muži – 200 m prsa              | 29. červenec |
| Stříbro | Sharon van Rouwendaalová | Plavání       | Ženy – 10 km                   | 4. srpen     |
| Stříbro | Anouk Vetterová | Atletika      | Ženy – sedmiboj                | 5. srpen     |
| Stříbro | Jeffrey Hoogland | Cyklistika    | Muži – sprint                  | 6. srpen     |
| Stříbro | Terrence Agard Ramsey Angela Liemarvin Bonevacia Tony van Diepen Jochem Dobber | Atletika      | Muži – 4×400 m                 | 7. srpen     |
| Stříbro | Abdi Nageeye | Atletika      | Muži – maraton                 | 8. srpen     |
| Bronz   | Roos de Jongová Lisa Scheenaardová | Veslování     | Ženy – dvojskif                | 28. červenec |
| Bronz   | Anna van der Breggenová | Cyklistika    | Ženy – časovka                 | 28. červenec |
| Bronz   | Sanne van Dijkeová | Judo          | Ženy – do 70 kg                | 28. červenec |
| Bronz   | Marieke Keijserová Ilse Paulisová | Veslování     | Ženy – dvojskif lehkých vah    | 29. červenec |
| Bronz   | Merel Smuldersová | Cyklistika    | Ženy – BMX závod               | 30. červenec |
| Bronz   | Marit Bouwmeesterová | Jachting      | Ženy – laser radial            | 1. srpen     |
| Bronz   | Annemiek Bekkeringová Annette Duetzová | Jachting      | Ženy – 49er                    | 3. srpen     |
| Bronz   | Femke Bolová | Atletika      | Ženy – 400 m př.               | 4. srpen     |
| Bronz   | Maikel van der Vleuten | Jezdectví     | Individuální skákání           | 4. srpen     |
| Bronz   | Emma Oosterwegelová | Atletika      | Ženy – sedmiboj                | 5. srpen     |
| Bronz   | Nouchka Fontijnová | Box           | Ženy – střední váha            | 6. srpen     |
| Bronz   | Sifan Hassanová | Atletika      | Ženy – 1500 m                  | 6. srpen     |
| Bronz   | Harrie Lavreysen | Cyklistika    | Muži – keirin                  | 8. srpen     |
| Bronz   | Kirsten Wildová | Cyklistika    | Ženy – omnium                  | 8. srpen     |

| Medaile podle sportů | Medaile podle sportů     | Medaile podle sportů        | Medaile podle sportů        | Medaile podle sportů |
| -------------------- | ------------------------ | --------------------------- | --------------------------- | -------------------- |
| Sport                | Zlatá olympijská medaile | Stříbrná olympijská medaile | Bronzová olympijská medaile | Celkem               |
| Cyklistika           | 5                        | 3                           | 4                           | 12                   |
| Atletika             | 2                        | 3                           | 3                           | 8                    |
| Veslování            | 1                        | 2                           | 2                           | 5                    |
| Jachting             | 1                        | 0                           | 2                           | 3                    |
| Pozemní hokej        | 1                        | 0                           | 0                           | 1                    |
| Plavání              | 0                        | 3                           | 0                           | 3                    |
| Lukostřelba          | 0                        | 1                           | 0                           | 1                    |
| Box                  | 0                        | 0                           | 1                           | 1                    |
| Jezdectví            | 0                        | 0                           | 1                           | 1                    |
| Judo                 | 0                        | 0                           | 1                           | 1                    |
| Celkem               | 10                       | 12                          | 14                          | 36                   |

| Medaile podle data | Medaile podle data | Medaile podle data       | Medaile podle data          | Medaile podle data          | Medaile podle data |
| ------------------ | ------------------ | ------------------------ | --------------------------- | --------------------------- | ------------------ |
| Den                | Datum              | Zlatá olympijská medaile | Stříbrná olympijská medaile | Bronzová olympijská medaile | Celkem             |
| 1                  | 24. červenec       | 0                        | 1                           | 0                           | 1                  |
| 2                  | 25. červenec       | 0                        | 1                           | 0                           | 1                  |
| 3                  | 26. červenec       | 0                        | 1                           | 0                           | 1                  |
| 4                  | 27. červenec       | 0                        | 0                           | 0                           | 0                  |
| 5                  | 28. červenec       | 2                        | 3                           | 3                           | 8                  |
| 6                  | 29. červenec       | 0                        | 1                           | 1                           | 2                  |
| 7                  | 30. červenec       | 1                        | 0                           | 1                           | 2                  |
| 8                  | 31. červenec       | 1                        | 0                           | 0                           | 1                  |
| 9                  | 1. srpen           | 0                        | 0                           | 1                           | 1                  |
| 10                 | 2. srpen           | 1                        | 0                           | 0                           | 1                  |
| 11                 | 3. srpen           | 1                        | 0                           | 1                           | 2                  |
| 12                 | 4. srpen           | 0                        | 1                           | 2                           | 3                  |
| 13                 | 5. srpen           | 1                        | 1                           | 1                           | 3                  |
| 14                 | 6. srpen           | 2                        | 1                           | 2                           | 5                  |
| 15                 | 7. srpen           | 1                        | 1                           | 0                           | 2                  |
| 16                 | 8. srpen           | 0                        | 1                           | 2                           | 3                  |
| Celkem             | Celkem             | 10                       | 12                          | 14                          | 36                 |

| Medaile podle pohlaví | Medaile podle pohlaví    | Medaile podle pohlaví       | Medaile podle pohlaví       | Medaile podle pohlaví | Medaile podle pohlaví |
| --------------------- | ------------------------ | --------------------------- | --------------------------- | --------------------- | --------------------- |
| Pohlaví               | Zlatá olympijská medaile | Stříbrná olympijská medaile | Bronzová olympijská medaile | Celkem                | Procenta              |
| Muži                  | 5                        | 7                           | 1                           | 13                    | 36,1%                 |
| Ženy                  | 5                        | 4                           | 12                          | 21                    | 58,3%                 |
| Smíšené               | 0                        | 1                           | 1                           | 2                     | 5,6%                  |
| Celkem                | 10                       | 12                          | 14                          | 36                    | 100%                  |

| Vícenásobní medailisté  | Vícenásobní medailisté | Vícenásobní medailisté   | Vícenásobní medailisté      | Vícenásobní medailisté      | Vícenásobní medailisté | Vícenásobní medailisté |
| ----------------------- | ---------------------- | ------------------------ | --------------------------- | --------------------------- | ---------------------- | ---------------------- |
| Jméno                   | Sport                  | Zlatá olympijská medaile | Stříbrná olympijská medaile | Bronzová olympijská medaile | Celkem                 |                        |
| Sifan Hassanová         | Atletika               | 2                        | 0                           | 1                           | 3                      |                        |
| Harrie Lavreysen        | Cyklistika             | 2                        | 0                           | 1                           | 3                      |                        |
| Jeffrey Hoogland        | Cyklistika             | 1                        | 1                           | 0                           | 2                      |                        |
| Annemiek van Vleutenová | Cyklistika             | 1                        | 1                           | 0                           | 2                      |                        |
| Arno Kamminga           | Plavání                | 0                        | 2                           | 0                           | 2                      |                        |

## Počet soutěžících v jednotlivých sportech
| Sport                   | Muži | Ženy | Celkem |
| ----------------------- | ---- | ---- | ------ |
| Atletika                | 18   | 25   | 43     |
| Badminton               | 2    | 2    | 4      |
| Basketbal               | 4    | 0    | 4      |
| Box                     | 1    | 1    | 2      |
| Cyklistika              | 16   | 13   | 29     |
| Fotbal                  | 0    | 22   | 22     |
| Golf                    | 0    | 1    | 1      |
| Gymnastika              | 2    | 4    | 6      |
| Házená                  | 0    | 14   | 14     |
| Jachting                | 4    | 6    | 10     |
| Jezdectví               | 5    | 3    | 8      |
| Judo                    | 5    | 5    | 10     |
| Kanoistika              | 0    | 1    | 1      |
| Lukostřelba             | 3    | 1    | 4      |
| Plavání                 | 8    | 8    | 16     |
| Pozemní hokej           | 16   | 16   | 32     |
| Skateboarding           | 0    | 2    | 2      |
| Skoky do vody           | 0    | 2    | 2      |
| Stolní tenis            | 0    | 1    | 1      |
| Synchronizované plavání | —    | 2    | 2      |
| Šerm                    | 1    | 0    | 1      |
| Tenis                   | 2    | 2    | 4      |
| Triatlon                | 2    | 2    | 4      |
| Veslování               | 21   | 14   | 35     |
| Vodní pólo              | 0    | 13   | 13     |
| Volejbal                | 2    | 4    | 6      |
| Vzpírání                | 1    | 0    | 1      |
| Celkem                  | 113  | 165  | 278    |

## Atletika

### Běžecké a chodecké disciplíny

#### Muži
| Sportovec                                                                         | Disciplína | Rozběh      | Rozběh                      | Semifinále  | Semifinále  | Finále          | Finále                      |             |             |
| Sportovec                                                                         | Disciplína | Čas         | Pořadí                      | Čas         | Pořadí      | Čas             | Pořadí                      |             |             |
| --------------------------------------------------------------------------------- | ---------- | ----------- | --------------------------- | ----------- | ----------- | --------------- | --------------------------- | ----------- | ----------- |
| Taymir Burnet                                                                     | 200 m      | 20,60 SB    | 3.Q                         | 20,90       | 8.          | nepostoupil     | nepostoupil                 |             |             |
| Liemarvin Bonevacia                                                               | 400 m      | 44,95       | 1.Q                         | 44,62 NR    | 3.q         | 45,07           | 8.                          |             |             |
| Jochem Dobber                                                                     | 400 m      | 45,54       | 3.Q                         | 45,48       | 6.          | nepostoupil     | nepostoupil                 | nepostoupil | nepostoupil |
| Tony van Diepen                                                                   | 800 m      | 1:46,03     | 6.                          | nepostoupil | nepostoupil | nepostoupil     | nepostoupil                 |             |             |
| Mike Foppen                                                                       | 5000 m     | nedokončil  | nedokončil                  | —           | —           | nepostoupil     | nepostoupil                 |             |             |
| Nick Smidt                                                                        | 200 m př.  | 49,55       | 4.Q                         | 49,35 SB    | 7.          | ’’nepostoupil’’ | ’’nepostoupil’’             |             |             |
| Taymir Burnet Christopher Garia Joris van Gool Churandy Martina                   | 4 × 100 m  | nedokončili | nedokončili                 | —           | —           | nepostoupili    | nepostoupili                |             |             |
| Terrence Agard Ramsey Angela Liemarvin Bonevacia Tony van Diepen Jochem Dobber[a] | 4 × 400 m  | 2:59,06 NR  | 5.q                         | —           | —           | 2:57,18 NR      | Stříbrná olympijská medaile |             |             |
| Khalid Choukoud                                                                   | Maraton    | —           | —                           | —           | —           | nedokončil      | nedokončil                  |             |             |
| Abdi Nageeye                                                                      | Maraton    | 2:09:58 SB  | Stříbrná olympijská medaile |             |             |                 |                             |             |             |
| Bart van Nunen                                                                    | Maraton    | nedokončil  | nedokončil                  |             |             |                 |                             |             |             |

#### Ženy
| Sportovec                                                                    | Disciplína | Rozběh         | Rozběh         | Čtvrtfinále    | Čtvrtfinále    | Semifinále   | Semifinále   | Finále       | Finále                      |
| Sportovec                                                                    | Disciplína | Čas            | Pořadí         | Čas            | Pořadí         | Čas          | Pořadí       | Čas          | Pořadí                      |
| ---------------------------------------------------------------------------- | ---------- | -------------- | -------------- | -------------- | -------------- | ------------ | ------------ | ------------ | --------------------------- |
| Marije van Hunenstijnová                                                     | 100 m      | volný los      | volný los      | 11,27 SB       | 6.             | nepostoupila | nepostoupila | nepostoupila | nepostoupila                |
| Jamile Samuelová                                                             | 100 m      | volný los      | volný los      | neodstartovala | neodstartovala | nepostoupila | nepostoupila | nepostoupila | nepostoupila                |
| Dafne Schippersová                                                           | 100 m      | volný los      | volný los      | neodstartovala | neodstartovala | nepostoupila | nepostoupila | nepostoupila | nepostoupila                |
| Jamile Samuelová                                                             | 200 m      | neodstartovala | neodstartovala | —              | —              | nepostoupila | nepostoupila | nepostoupila | nepostoupila                |
| Dafne Schippersová                                                           | 200 m      | 23,13          | 3.Q            | —              | —              | 23,03        | 6.           | nepostoupila | nepostoupila                |
| Lieke Klaverová                                                              | 400 m      | 51,37          | 3.Q            | —              | —              | 51,37        | 6.           | nepostoupila | nepostoupila                |
| Lisanne de Witteová                                                          | 400 m      | 51,68 SB       | 4.q            | —              | —              | 52,09        | 8.           | nepostoupila | nepostoupila                |
| Sifan Hassanová                                                              | 1500 m     | 4:05,17        | 1.Q            | —              | —              | 4:00,23      | 1.Q          | 3:55,86      | Bronzová olympijská medaile |
| Diane van Esová                                                              | 5000 m     | 15:47,01       | 16.            | —              | —              | —            | —            | nepostoupila | nepostoupila                |
| Sifan Hassanová                                                              | 5000 m     | 14:47,89       | 1.Q            | —              | —              | —            | —            | 14:36,79     | Zlatá olympijská medaile    |
| Sifan Hassanová                                                              | 10000 m    | —              | —              | —              | —              | —            | —            | 29:55,32     | Zlatá olympijská medaile    |
| Susan Kruminsová                                                             | 10000 m    | —              | —              | —              | —              | —            | —            | nedokončila  | nedokončila                 |
| Zoë Sedneyová                                                                | 100 m př.  | 13,03          | 7.             | —              | —              | nepostoupila | nepostoupila | nepostoupila | nepostoupila                |
| Nadine Visserová                                                             | 100 m př.  | 12,72 SB       | 2.Q            | —              | —              | 12,63 SB     | 3.q          | 12,73        | 5.                          |
| Femke Bolová                                                                 | 400 m př.  | 54,43          | 1.Q            | —              | —              | 53,91        | 1.Q          | 52,03 AR     | Bronzová olympijská medaile |
| Irene van der Reijkenová                                                     | 3000 m př. | 9:42,98        | 30.            | —              | —              | —            | —            | nepostoupila | nepostoupila                |
| Marije van Hunenstijnová Dafne Schippersová Naomi Sedneyová Nadine Visserová | 4 × 100 m  | 42,81 SB       | 5.q            | —              | —              | —            | —            | nedokončily  | nedokončily                 |
| Femke Bolová Laura de Witteová Lisanne de Witteová Lieke Klaverová           | 4 × 400 m  | 3:24,01 NR     | 4.q            | —              | —              | —            | —            | 3:23,74 NR   | 6.                          |
| Andrea Deelstraová                                                           | Maraton    | —              | —              | —              | —              | —            | —            | 2:37:05      | 44.                         |
| Jill Holtermanová                                                            | Maraton    | 2:45:27        | 63.            |                |                |              |              |              |                             |

#### Smíšené disciplíny
| Sportovec                                                                                              | Disciplína | Rozběh     | Rozběh | Finále     | Finále |
| Sportovec                                                                                              | Disciplína | Čas        | Pořadí | Čas        | Pořadí |
| --- | ---------- | ---------- | ------ | ---------- | ------ |
| Ramsey Angela Liemarvin Bonevacia Jochem Dobber[a] Femke Bolová Lieke Klaverová Lisanne de Witteová[a] | 4 × 400 m  | 3:10,69 NR | 2.Q    | 3:10,36 NR | 4.     |

aStartoval/a pouze v rozběhu

### Hody, vrhy a skoky

#### Muži
| Sportovec   | Disciplína  | Kvalifikace | Kvalifikace | Finále | Finále |
| Sportovec   | Disciplína  | Výkon       | Pořadí      | Výkon  | Pořadí |
| ----------- | ----------- | ----------- | ----------- | ------ | ------ |
| Menno Vloon | skok o tyči | 5,75        | 7.q         | 5,55   | 13.    |

#### Ženy
| Sportovec              | Disciplína | Kvalifikace | Kvalifikace | Finále       | Finále       |
| Sportovec              | Disciplína | Výkon       | Pořadí      | Výkon        | Pořadí       |
| ---------------------- | ---------- | ----------- | ----------- | ------------ | ------------ |
| Jessica Schilderová    | vrh koulí  | 17,74       | 19.         | nepostoupila | nepostoupila |
| Jorinde van Klinkenová | hod diskem | 61,15       | 14.         | nepostoupila | nepostoupila |

### Víceboje

#### Ženy –sedmiboj
| Sportovec           | Disciplína | 100 př.  | výška   | koule    | 200 m    | dálka | oštěp    | 800 m      | Celkem      | Pořadí                      |
| ------------------- | ---------- | -------- | ------- | -------- | -------- | ----- | -------- | ---------- | ----------- | --------------------------- |
| Nadine Broersenová  | Výkon      | 13,74    | 1,80 SB | 14,50 SB | 25,57 SB | DNS   | —        | —          | nedokončila | nedokončila                 |
| Nadine Broersenová  | Body       | 1015     | 978     | 827      | 835      | 0     | —        | —          | nedokončila | nedokončila                 |
| Emma Oosterwegelová | Čas        | 13,36 PB | 1,80 PB | 13,28    | 24,25 PB | 6,29  | 54,60 PB | 2:11,09 PB | 6590 PB     | Bronzová olympijská medaile |
| Emma Oosterwegelová | Body       | 1071     | 978     | 746      | 957      | 940   | 949      | 949        | 6590 PB     | Bronzová olympijská medaile |
| Anouk Vetterová     | Čas        | 13,09 PB | 1,80 SB | 15,29 SB | 23,81    | 6,47  | 51,20    | 2:18,72 SB | 6689 NR     | Stříbrná olympijská medaile |
| Anouk Vetterová     | Body       | 1111     | 978     | 880      | 999      | 997   | 883      | 841        | 6689 NR     | Stříbrná olympijská medaile |

## Badminton
| Sportovec                       | Kategorie       | Skupina                                               | Skupina                                        | Skupina                                         | Skupina | Osmifinále                            | Čtvrtfinále                                  | Semifinále   | Finále / BM  | Finále / BM  |
| Sportovec                       | Kategorie       | Soupeř Skóre                                          | Soupeř Skóre                                   | Soupeř Skóre                                    | Pořadí  | Soupeř Skóre                          | Soupeř Skóre                                 | Soupeř Skóre | Soupeř Skóre | Pořadí       |
| ------------------------------- | --------------- | ----------------------------------------------------- | ---------------------------------------------- | ----------------------------------------------- | ------- | ------------------------------------- | -------------------------------------------- | ------------ | ------------ | ------------ |
| Mark Caljouw                    | Mužská dvouhra  | Zilberman (ISR) · V (17–21, 21–9, 21–10)              | Sai Praneeth (IND) · V (21–14, 21–14)          | —                                               | 1.Q     | Cordón (GUA) · P (17–21, 21–3, 19–21) | nepostoupil                                  | nepostoupil  | nepostoupil  | nepostoupil  |
| Selena Pieková Cheryl Seinenová | Ženská čtyřhra  | Honderich / · Tsai (CAN) · V (16–21, 21–14, 21–15)    | Hany / · Hosny (EGY) · V (21–6, 21–10)         | Matsumoto / · Nagahara (JPN) · P (22–24, 15–21) | 2.Q     | —                                     | Lee S-h / · Shin S-c (KOR) · P (8–21, 17–21) | nepostoupily | nepostoupily | nepostoupily |
| Robin Tabeling Selena Pieková   | Smíšená čtyřhra | Choi S-g / · Chae Y-j (KOR) · P (21–16, 15–21, 11–21) | Zheng Sw / · Huang Yq (CHN) · P (15–21, 20–22) | Elgamal / · Hany (EGY) · V (21–9, 21–4)         | 3.      | —                                     | nepostoupili                                 | nepostoupili | nepostoupili | nepostoupili |

## Basketbal

### Shrnutí
| Tým                                | Kategorie | Skupina        | Skupina      | Skupina          | Skupina      | Skupina        | Skupina        | Skupina          | Skupina | Čtvrtfinále  | Semifinále   | Finále / BM  | Finále / BM |
| Tým                                | Kategorie | Soupeř Skóre   | Soupeř Skóre | Soupeř Skóre     | Soupeř Skóre | Soupeř Skóre   | Soupeř Skóre   | Soupeř Skóre     | Pořadí  | Soupeř Skóre | Soupeř Skóre | Soupeř Skóre | Pořadí      |
| ---------------------------------- | --------- | -------------- | ------------ | ---------------- | ------------ | -------------- | -------------- | ---------------- | ------- | ------------ | ------------ | ------------ | ----------- |
| Nizozemská mužská reprezentace 3×3 | Muži 3×3  | Srbsko P 15–16 | ROV V 18–15  | Japonsko V 21–20 | Čína V 21–18 | Belgie P 17–18 | Polsko V 22–20 | Lotyšsko P 18–22 | 4.Q     | ROV P 19–21  | nepostoupili | nepostoupili | 5.          |

### Muži

#### Soupiska
- Ross Bekkering
- Dimeo van der Horst
- Arvin Slagter
- Jessey Voorn

#### Skupina
| Poř. | Tým           | Z | V | P | VB  | OB  | +/- | Postup do   |
| ---- | ------------- | - | - | - | --- | --- | --- | ----------- |
| 1.   | Srbsko        | 7 | 7 | 0 | 138 | 91  | +47 | Semifinále  |
| 2.   | Belgie[a]     | 7 | 4 | 3 | 126 | 127 | -1  | Semifinále  |
| 3.   | Lotyšsko[a]   | 7 | 4 | 3 | 133 | 129 | +4  | Čtvrtfinále |
| 4.   | Nizozemsko[a] | 7 | 4 | 3 | 132 | 129 | +3  | Čtvrtfinále |
| 5.   | ROV           | 7 | 3 | 4 | 116 | 125 | -9  | Čtvrtfinále |
| 6.   | Japonsko[b]   | 7 | 2 | 5 | 123 | 134 | -11 | Čtvrtfinále |
| 7.   | Polsko[b]     | 7 | 2 | 5 | 120 | 130 | -10 |             |
| 8.   | Čína[b]       | 7 | 2 | 5 | 119 | 142 | -23 |             |

aVzájemné zápasy: Belgie 2–0, Lotyšsko 1–1, Nizozemsko 0–2

bVzájemné zápasy a vstřelené body: Japonsko 1–1, 123; Polsko 1–1, 120; Čína 1–1, 119
| 24. července 2021 15:25 |         | Srbsko | 16 – 15 | Nizozemsko |  | Aomi Urban Sports Park, Tokio Rozhodčí: Edmund Ho Marek Maliszewski |
| 24. července 2021 15:25 | Vasić 5 | Body   | Voorn 6 |            |  | Aomi Urban Sports Park, Tokio Rozhodčí: Edmund Ho Marek Maliszewski |

| 24. července 2021 22:00 |                 | Nizozemsko | 18 – 15     | ROV |  | Aomi Urban Sports Park, Tokio Rozhodčí: Jasmina Juras Markos Michaelides |
| 24. července 2021 22:00 | Van der Horst 9 | Body       | Karpenkov 6 |     |  | Aomi Urban Sports Park, Tokio Rozhodčí: Jasmina Juras Markos Michaelides |

| 25. července 2021 19:05 |             | Japonsko | 20 – 21              | Nizozemsko |  | Aomi Urban Sports Park, Tokio Rozhodčí: Marek Maliszewski Vanessa Devlin |
| 25. července 2021 19:05 | Tominaga 10 | Body     | Bekkering, Slagter 6 |            |  | Aomi Urban Sports Park, Tokio Rozhodčí: Marek Maliszewski Vanessa Devlin |

| 25. července 2021 22:00 |                 | Nizozemsko | 21 – 18 | Čína |  | Aomi Urban Sports Park, Tokio Rozhodčí: Glenn Tuitt Marek Maliszewski |
| 25. července 2021 22:00 | Van der Horst 8 | Body       | Chu 17  |      |  | Aomi Urban Sports Park, Tokio Rozhodčí: Glenn Tuitt Marek Maliszewski |

| 26. července 2021 18:40 |          | Nizozemsko | 17 – 18 (PP) | Belgie |  | Aomi Urban Sports Park, Tokio Rozhodčí: Markos Michaelides Jevgenij Ostrovskij |
| 26. července 2021 18:40 | Voorn 10 | Body       | Vervoort 7   |        |  | Aomi Urban Sports Park, Tokio Rozhodčí: Markos Michaelides Jevgenij Ostrovskij |

| 26. července 2021 22:25 |                            | Nizozemsko | 22 – 20 (PP) | Polsko |  | Aomi Urban Sports Park, Tokio Rozhodčí: Markos Michaelides Jevgenij Ostrovskij |
| 26. července 2021 22:25 | Bekkering, Van der Horst 6 | Body       | Hicks 8      |        |  | Aomi Urban Sports Park, Tokio Rozhodčí: Markos Michaelides Jevgenij Ostrovskij |

| 27. července 2021 18:25 |          | Lotyšsko | 22 – 18         | Nizozemsko |  | Aomi Urban Sports Park, Tokio Rozhodčí: Edmund Ho Jasmina Juras |
| 27. července 2021 18:25 | Miezis 9 | Body     | Van der Horst 8 |            |  | Aomi Urban Sports Park, Tokio Rozhodčí: Edmund Ho Jasmina Juras |

#### Čtvrtfinále
| 27. července 2021 21:00 |                 | Nizozemsko | 19 – 21 | ROV |  | Aomi Urban Sports Park, Tokio Rozhodčí: Edmund Ho Markos Michaelides |
| 27. července 2021 21:00 | Van der Horst 8 | Body       | Zujev 9 |     |  | Aomi Urban Sports Park, Tokio Rozhodčí: Edmund Ho Markos Michaelides |

## Box

### Muži
| Sportovec     | Kategorie  | 1. kolo             | Osmifinále      | Čtvrtfinále     | Semifinále      | Finále          | Finále |
| Sportovec     | Kategorie  | Soupeř Výsledek     | Soupeř Výsledek | Soupeř Výsledek | Soupeř Výsledek | Soupeř Výsledek | Pořadí |
| ------------- | ---------- | ------------------- | --------------- | --------------- | --------------- | --------------- | ------ |
| Enrico Lacruz | Lehká váha | Davis (USA) · P 0–5 | nepostoupil     | nepostoupil     | nepostoupil     | nepostoupil     | =17.   |

### Ženy
| Sportovec          | Kategorie    | 1. kolo         | Osmifinále              | Čtvrtfinále                | Semifinále             | Finále          | Finále                      |
| Sportovec          | Kategorie    | Soupeř Výsledek | Soupeř Výsledek         | Soupeř Výsledek            | Soupeř Výsledek        | Soupeř Výsledek | Pořadí                      |
| ------------------ | ------------ | --------------- | ----------------------- | -------------------------- | ---------------------- | --------------- | --------------------------- |
| Nouchka Fontijnová | Střední váha | —               | Wójciková (POL) · V 4–1 | Thibeaultová (CAN) · V 5–0 | Priceová (GBR) · P 2–3 | nepostoupila    | Bronzová olympijská medaile |

## Cyklistika

### Silniční cyklistika

#### Muži
| Sportovec        | Disciplína     | Čas        | Pořadí                      |
| ---------------- | -------------- | ---------- | --------------------------- |
| Dylan van Baarle | Hromadný závod | 6:09:04    | 15.                         |
| Tom Dumoulin     | Hromadný závod | 6:15:38    | 44.                         |
| Yoeri Havik      | Hromadný závod | nedokončil | nedokončil                  |
| Wilco Kelderman  | Hromadný závod | 6:15:38    | 51.                         |
| Bauke Mollema    | Hromadný závod | 6:06:33    | 4.                          |
| Tom Dumoulin     | Časovka        | 56:05,58   | Stříbrná olympijská medaile |

#### Ženy
| Sportovec               | Disciplína     | Čas      | Pořadí                      |
| ----------------------- | -------------- | -------- | --------------------------- |
| Anna van der Breggenová | Hromadný start | 3:54:31  | 15.                         |
| Annemiek van Vleutenová | Hromadný start | 3:54:00  | Stříbrná olympijská medaile |
| Demi Volleringová       | Hromadný start | 3:55:41  | 25.                         |
| Marianne Vosová         | Hromadný start | 3:54:31  | 5.                          |
| Anna van der Breggenová | Časovka        | 31:15,12 | Bronzová olympijská medaile |
| Annemiek van Vleutenová | Časovka        | 30:13,49 | Zlatá olympijská medaile    |

### Dráhová cyklistika

#### Sprint
| Sportovec              | Kategorie | Kvalifikace         | Kvalifikace    | 1. kolo                           | 1. opravy                  | 2. kolo                             | 2. opravy                  | 3. kolo                               | 3. opravy                  | Čtvrtfinále                        | Semifinále                          | Finále                                                                    | Finále                      |
| Sportovec              | Kategorie | Čas Rychlost (km/h) | Pořadí         | Soupeř Čas Rychlost (km/h)        | Soupeř Čas Rychlost (km/h) | Soupeř Čas Rychlost (km/h)          | Soupeř Čas Rychlost (km/h) | Soupeř Čas Rychlost (km/h)            | Soupeř Čas Rychlost (km/h) | Soupeř Čas                         | Soupeř Čas                          | Soupeř Čas                                                                | Pořadí                      |
| ---------------------- | --------- | ------------------- | -------------- | --------------------------------- | -------------------------- | ----------------------------------- | -------------------------- | ------------------------------------- | -------------------------- | ---------------------------------- | ----------------------------------- | ------------------------------------------------------------------------- | --------------------------- |
| Jeffrey Hoogland       | Muži      | 9,215 OR 78,133     | 1.Q            | Mitchell (NZL) · V 9,821 · 73,312 | volno                      | Bötticher (GER) · V 10,034 · 71,756 | volno                      | Awang (MAS) · V 9,831 · 73,238        | volno                      | Vigier (FRA) · V 10,204, · V 9,902 | Dmitriev (ROC) · V 9,692, · V 9,786 | Lavreysen (NED) · V 9,724, · P, P                                         | Stříbrná olympijská medaile |
| Harrie Lavreysen       | Muži      | 9,215 78,133        | 2.Q            | Sharom (MAS) · V 10,005 · 71,964  | volno                      | Tjon En Fa (SUR) · V 9,766 · 73,725 | volno                      | Sharom (MAS) · V 9,635 · 74,728       | volno                      | Kenny (GBR) · V 10,243, · V 10,551 | Carlin (GBR) · V 9,747, · V 9,784   | Hoogland (NED) · P, V 9,776, · V 10,681                                   | Zlatá olympijská medaile    |
| Shanne Braspennincxová | Ženy      | 10,479 68,709       | 7.Q            | Bao Sj (CHN) · V 10,979 · 65,580  | volno                      | Zhong Ts (CHN) · V 10,912 · 65,982  | volno                      | Starikovová (UKR) · V 10,889 · 66,122 | volno                      | Hinzeová (GER) · P, P              | nepostoupila                        | O 5. místo · Friedrichová (GER) · Genestová (CAN) · Marchantová (GBR) · P | 7.                          |
| Laurine van Riessenová | Ženy      | neodstartovala      | neodstartovala | nepostoupila                      | nepostoupila               | nepostoupila                        | nepostoupila               | nepostoupila                          | nepostoupila               | nepostoupila                       | nepostoupila                        | nepostoupila                                                              | nepostoupila                |

#### Týmový sprint
| Sportovec                                                             | Kategorie | Kvalifikace         | Kvalifikace | 1. kolo                             | 1. kolo | Finále                                      | Finále                   |
| Sportovec                                                             | Kategorie | Čas Rychlost (km/h) | Pořadí      | Soupeř Čas Rychlost (km/h)          | Pořadí  | Soupeř Čas Rychlost (km/h)                  | Pořadí                   |
| --------------------------------------------------------------------- | --------- | ------------------- | ----------- | ----------------------------------- | ------- | ------------------------------------------- | ------------------------ |
| Roy van den Berg Matthijs Büchli[a] Jeffrey Hoogland Harrie Lavreysen | Muži      | 42,134 OR 64,081    | 1.          | Polsko (POL) · V 41,431 OR · 65,169 | 1.FA    | Velká Británie (GBR) · V 41,369 OR · 65,266 | Zlatá olympijská medaile |
| Shanne Braspennincxová Laurine van Riessenová                         | Ženy      | 32,465 NR 55,444    | 3.          | Polsko (POL) · V 32,308 NR · 55,714 | 4.FB    | Sportovci ROV (ROC) · P 32,504 · 55,378     | 4.                       |

Legenda: FA=Závod o zlato; FB=Závod o bronz

aZúčastnil/a se pouze v kvalifikaci

#### Keirin
| Sportovec              | Disciplína | 1. kolo | Opravy | Čtvrtfinále | Semifinále   | Finále                      |
| Sportovec              | Disciplína | Pořadí  | Pořadí | Pořadí      | Pořadí       | Pořadí                      |
| ---------------------- | ---------- | ------- | ------ | ----------- | ------------ | --------------------------- |
| Matthijs Büchli        | Muži       | 3.Op    | 3.     | nepostoupil | nepostoupil  | =19.                        |
| Harrie Lavreysen       | Muži       | 5.Op    | 1.Q    | 4.Q         | 3.FA         | Bronzová olympijská medaile |
| Shanne Braspennincxová | Ženy       | 3.Op    | 1.Q    | 1.Q         | 1.FA         | Zlatá olympijská medaile    |
| Laurine van Riessenová | Ženy       | 1.Q     | Volno  | nedokončila | nepostoupila | nepostoupila                |

Legenda: FA=Závod o zlato; Op=Postup do oprav

#### Omnium
| Sportovec            | Kategorie | Hladký závod | Hladký závod | Stíhací závod | Stíhací závod | Vylučovací závod | Vylučovací závod | Bodovací závod | Bodovací závod | Celkem bodů | Pořadí                      |
| Sportovec            | Kategorie | Pořadí       | Body         | Pořadí        | Body          | Pořadí           | Body             | Pořadí         | Body           | Celkem bodů | Pořadí                      |
| -------------------- | --------- | ------------ | ------------ | ------------- | ------------- | ---------------- | ---------------- | -------------- | -------------- | ----------- | --------------------------- |
| Jan-Willem van Schip | Muži      | 3.           | 36           | 1.            | 40            | 4.               | 34               | 12.            | 2              | 112         | 6.                          |
| Kirsten Wildová      | Ženy      | 5.           | 32           | 2.            | 38            | 11.              | 20               | 2.             | 18             | 108         | Bronzová olympijská medaile |

#### Madison
| Sportovec                        | Kategorie | Body | Kola | Pořadí |
| -------------------------------- | --------- | ---- | ---- | ------ |
| Yoeri Havik Jan-Willem van Schip | Muži      | 17   | 0    | 5.     |
| Amy Pietersová Kirsten Wildová   | Ženy      | 21   | 0    | 4.     |

### Horská kola
| Sportovec            | Kategorie | Čas        | Pořadí     |
| -------------------- | --------- | ---------- | ---------- |
| Mathieu van der Poel | Muži      | nedokončil | nedokončil |
| Milan Vader          | Muži      | 1:27:21    | 10.        |
| Anne Tauberová       | Ženy      | 1:20.18    | 11.        |
| Anne Terpstrová      | Ženy      | 1:18.21    | 5.         |

### BMX
| Sportovec         | Disciplína | Čtvrtfinále | Čtvrtfinále | Semifinále | Semifinále | Finále       | Finále                      |
| Sportovec         | Disciplína | Body        | Pořadí      | Body       | Pořadí     | Čas          | Pořadí                      |
| ----------------- | ---------- | ----------- | ----------- | ---------- | ---------- | ------------ | --------------------------- |
| Twan van Gendt    | Závod mužů | 5           | 2.Q         | 23         | 8.         | nepostoupil  | 16.                         |
| Joris Harmsen     | Závod mužů | 6           | 2.Q         | 18         | 7.         | nepostoupil  | 13.                         |
| Niek Kimmann      | Závod mužů | 4           | 1.Q         | 6          | 1.Q        | 39.053       | Zlatá olympijská medaile    |
| Judy Baauwová     | Závod žen  | 7           | 2.Q         | 17         | 7.         | nepostoupila | 13.                         |
| Laura Smuldersová | Závod žen  | 4           | 1.Q         | 24         | 8.         | nepostoupila | 16.                         |
| Merel Smuldersová | Závod žen  | 10          | 3.Q         | 14         | 3.Q        | 44,721       | Bronzová olympijská medaile |

## Fotbal

#### Souhrn
| Tým                            | Kategorie | Skupina       | Skupina        | Skupina      | Skupina | Čtvrtfinále  | Semifinále   | Finále / BM  | Finále / BM |
| Tým                            | Kategorie | Soupeř Skóre  | Soupeř Skóre   | Soupeř Skóre | Pořadí  | Soupeř Skóre | Soupeř Skóre | Soupeř Skóre | Pořadí      |
| ------------------------------ | --------- | ------------- | -------------- | ------------ | ------- | ------------ | ------------ | ------------ | ----------- |
| Nizozemská ženská reprezentace | Ženy      | Zambie V 10–3 | Brazílie R 3–3 | Čína V 8–2   | 1.Q     | USA P 2–3P   | nepostoupily | nepostoupily | 5.          |

### Ženy
- Hlavní trenér:  Sarina Wiegmanová

| Pozice   | Č. | Hráč                       | Věk    | Tým               |
| -------- | -- | -------------------------- | ------ | ----------------- |
| Brankář  | 1  | Sari van Veenendaalová (C) | 31 let | PSV Eindhoven     |
| Brankář  | 16 | Lize Kopová                | 23 let | Ajax Amsterdam    |
| Brankář  | 22 | Loes Geurtsová             | 35 let | BK Häcken         |
| Obránce  | 2  | Lynn Wilmsová              | 20 let | FC Twente         |
| Obránce  | 3  | Stefanie van der Gragtová  | 28 let | Ajax Amsterdam    |
| Obránce  | 4  | Aniek Nouwenová            | 22 let | PSV Eindhoven     |
| Obránce  | 5  | Merel van Dongenová        | 28 let | Atlético Madrid   |
| Obránce  | 15 | Kika van Esová             | 29 let | FC Twente         |
| Obránce  | 17 | Dominique Janssenová       | 26 let | VfL Wolfsburg     |
| Obránce  | 21 | Anouk Dekkerová            | 34 let | Montpellier HSC   |
| Záložník | 6  | Jill Roordová              | 24 let | Arsenal           |
| Záložník | 10 | Daniëlle van de Donková    | 29 let | Arsenal           |
| Záložník | 13 | Victoria Pelovová          | 22 let | Ajax Amsterdam    |
| Záložník | 14 | Jackie Groenenová          | 26 let | Manchester United |
| Záložník | 20 | Inessa Kaagmanová          | 25 let | Brighton          |
| Útočník  | 7  | Shanice van de Sandenová   | 28 let | VfL Wolfsburg     |
| Útočník  | 8  | Joëlle Smitsová            | 21 let | PSV Eindhoven     |
| Útočník  | 9  | Vivianne Miedemová         | 25 let | Arsenal           |
| Útočník  | 11 | Lieke Martensová           | 28 let | Barcelona         |
| Útočník  | 12 | Sisca Folkertsmová         | 24 let | FC Twente         |
| Útočník  | 18 | Lineth Beerensteynová      | 24 let | Bayern Mnichov    |
| Útočník  | 19 | Renate Jansenová           | 30 let | FC Twente         |

#### Skupina
| Poř. | Tým        | Z | V | R | P | VG | OG | +/- | Body | Postup do   |
| ---- | ---------- | - | - | - | - | -- | -- | --- | ---- | ----------- |
| 1.   | Nizozemsko | 3 | 2 | 1 | 0 | 21 | 8  | +13 | 7    | Čtvrtfinále |
| 2.   | Brazílie   | 3 | 2 | 1 | 0 | 9  | 3  | +6  | 7    | Čtvrtfinále |
| 3.   | Zambie     | 3 | 0 | 1 | 2 | 7  | 15 | -8  | 1    |             |
| 4.   | Čína       | 3 | 0 | 1 | 2 | 6  | 17 | -11 | 1    |             |

| 21. červenec 2021 20:00 |        | |                                                              |
| Zambie                  | 3–10   | Nizozemsko | Miyagi Stadium, Rifu diváci: 1 744 rozhodčí: Laura Fortunato |
| Bandaová 19', 82', 83'  | Report | 9', 15', 29', 59' Miedemová 14', 38' Martensová 44' Van de Sandenová 64' Roordová 75' Beerensteynová 80' Pelovová | Miyagi Stadium, Rifu diváci: 1 744 rozhodčí: Laura Fortunato |

| 24. červenec 2021 20:00             |        |                                          |                                                            |
| Nizozemsko                          | 3–3    | Brazílie                                 | Miyagi Stadium, Rifu diváci: 2 621 rozhodčí: Kate Jacewicz |
| Miedemová 3', 59' D. Janssenová 79' | Report | 16' Debinha 65' (pen.) Marta 68' Ludmila | Miyagi Stadium, Rifu diváci: 2 621 rozhodčí: Kate Jacewicz |

| 27. červenec 2021 20:30                                                                            |        |                                   |                                                               |
| Nizozemsko                                                                                         | 8–2    | Čína                              | Nissan Stadium, Jokohama diváci: 0 rozhodčí: Salima Mukasanga |
| Van de Sandenová 12' Beerensteynová 37', 45+2' Martensová 47', 70' Miedemová 65', 76' Pelovová 71' | Report | 28' Wang Šan-šan 69' Wang Jen-wen | Nissan Stadium, Jokohama diváci: 0 rozhodčí: Salima Mukasanga |

#### Čtvrtfinále
| 30. červenec 2021 20:00 |          |                                |                                                            |
| Nizozemsko              | 2–2 (PP) | USA                            | Nissan Stadium, Jokohama diváci: 0 rozhodčí: Kate Jacewicz |
| Miedemová 18', 54'      | Report   | 28' S. Mewisová 31' Wiliamsová | Nissan Stadium, Jokohama diváci: 0 rozhodčí: Kate Jacewicz |

|                                                    |     | Penaltový rozstřel                       |  |
| Miedemová D. Janssenová Van der Gragtová Nouwenová | 2–4 | Lavelleová Morganová Pressová Rapinoeová |  |

## Golf
| Sportovec       | Kategorie | 1. kolo | 2. kolo | 3. kolo | 4. kolo | Celkem | Celkem | Celkem |
| Sportovec       | Kategorie | Skóre   | Skóre   | Skóre   | Skóre   | Skóre  | Par    | Pořadí |
| --------------- | --------- | ------- | ------- | ------- | ------- | ------ | ------ | ------ |
| Anne van Damová | Ženy      | 74      | 78      | 69      | 77      | 298    | +14    | 57.    |

## Gymnastika

### Sportovní gymnastika

#### Muži
| Sportovec       | Disciplína | Kvalifikace | Kvalifikace | Kvalifikace | Kvalifikace | Kvalifikace | Kvalifikace | Kvalifikace | Kvalifikace | Finále      | Finále      | Finále      | Finále      | Finále      | Finále      | Finále      | Finále      |
| Sportovec       | Disciplína | Nářadí      | Nářadí      | Nářadí      | Nářadí      | Nářadí      | Nářadí      | Celkem      | Pořadí      | Nářadí      | Nářadí      | Nářadí      | Nářadí      | Nářadí      | Nářadí      | Celkem      | Pořadí      |
| Sportovec       | Disciplína | P           | Kůň         | K           | Př          | B           | H           | Celkem      | Pořadí      | P           | Kůň         | K           | Př          | B           | H           | Celkem      | Pořadí      |
| --------------- | ---------- | ----------- | ----------- | ----------- | ----------- | ----------- | ----------- | ----------- | ----------- | ----------- | ----------- | ----------- | ----------- | ----------- | ----------- | ----------- | ----------- |
| Bart Deurloo    | Hrazda     | —           | —           | —           | —           | —           | 14,400      | 14,400      | 8.Q         | —           | —           | —           | —           | —           | 12,266      | 12,266      | 7.          |
| Epke Zonderland | Hrazda     | —           | —           | —           | —           | —           | 13,833      | 13,833      | 23.         | nepostoupil | nepostoupil | nepostoupil | nepostoupil | nepostoupil | nepostoupil | nepostoupil | nepostoupil |

#### Ženy
| Sportovec              | Disciplína       | Kvalifikace           | Kvalifikace           | Kvalifikace           | Kvalifikace           | Kvalifikace           | Kvalifikace           | Finále       | Finále       | Finále       | Finále       | Finále       | Finále       |
| Sportovec              | Disciplína       | Nářadí                | Nářadí                | Nářadí                | Nářadí                | Celkem                | Pořadí                | Nářadí       | Nářadí       | Nářadí       | Nářadí       | Celkem       | Pořadí       |
| Sportovec              | Disciplína       | Př                    | B                     | Kl                    | P                     | Celkem                | Pořadí                | Př           | B            | Kl           | P            | Celkem       | Pořadí       |
| ---------------------- | ---------------- | --------------------- | --------------------- | --------------------- | --------------------- | --------------------- | --------------------- | ------------ | ------------ | ------------ | ------------ | ------------ | ------------ |
| Vera van Polová        | Víceboj družstev | 14,100                | 13,133                | 11,600                | 12,900                | 51,733                | 47.                   | nepostoupily | nepostoupily | nepostoupily | nepostoupily | nepostoupily | nepostoupily |
| Eythora Thorsdottirová | Víceboj družstev | 14,433                | 13,000                | 12,333                | 13,133                | 52,899                | 36.                   | nepostoupily | nepostoupily | nepostoupily | nepostoupily | nepostoupily | nepostoupily |
| Lieke Weversová        | Víceboj družstev | 13,600                | 13,533                | 13,366                | 12,866                | 53,365                | 32.R1[a]              | nepostoupily | nepostoupily | nepostoupily | nepostoupily | nepostoupily | nepostoupily |
| Sanne Weversová        | Víceboj družstev | —                     | 11,733                | 13,866                | —                     | —                     | —                     | nepostoupily | nepostoupily | nepostoupily | nepostoupily | nepostoupily | nepostoupily |
| Celkem                 | Víceboj družstev | 42,133                | 39,666                | 39,565                | 38,899                | 160,263               | 11.                   | nepostoupily | nepostoupily | nepostoupily | nepostoupily | nepostoupily | nepostoupily |
| Lieke Weversová        | Víceboj          | viz výsledky družstev | viz výsledky družstev | viz výsledky družstev | viz výsledky družstev | viz výsledky družstev | viz výsledky družstev | 13,266       | 13,366       | 12,400       | 12,066       | 51,098       | 24.          |

Legenda: R1=První náhradnice

a Kvalifikovala se na individuální finále po odstoupení jiné gymnastky

## Házená

#### Souhrn
| Tým                            | Kategorie | Skupina          | Skupina             | Skupina        | Skupina        | Skupina            | Skupina | Čtvrtfinále     | Semifinále   | Finále / BM  | Finále / BM |
| Tým                            | Kategorie | Soupeř Skóre     | Soupeř Skóre        | Soupeř Skóre   | Soupeř Skóre   | Soupeř Skóre       | Pořadí  | Soupeř Skóre    | Soupeř Skóre | Soupeř Skóre | Pořadí      |
| ------------------------------ | --------- | ---------------- | ------------------- | -------------- | -------------- | ------------------ | ------- | --------------- | ------------ | ------------ | ----------- |
| Nizozemská ženská reprezentace | Ženy      | Japonsko V 32–21 | Jižní Korea V 43–36 | Angola V 37–28 | Norsko P 27–29 | Černá Hora V 30–29 | 2.Q     | Francie P 22–32 | nepostoupily | nepostoupily | 5.          |

### Ženy
- Hlavní trenér:  Emmanuel Mayonnade

| Pozice  | Č. | Hráč                     | Věk    | Tým                      |
| ------- | -- | ------------------------ | ------ | ------------------------ |
| Brankář | 30 | Rinka Duijndamová        | 23 let | Thüringer HC             |
| Brankář | 33 | Tess Westerová           | 28 let | CSM București            |
| Obránce | 6  | Laura van der Heijdenová | 31 let | Borussia Dortmund        |
| Obránce | 8  | Lois Abbinghová          | 28 let | Odense Håndbold          |
| Obránce | 9  | Larissa Nusserová        | 21 let | København Håndbold       |
| Obránce | 17 | Nycke Grootová           | 33 let | bez klubové příslušnosti |
| Obránce | 18 | Kelly Dulferová          | 27 let | SG BBM Bietigheim        |
| Obránce | 20 | Inger Smitsová           | 26 let | SG BBM Bietigheim        |
| Obránce | 48 | Dione Houscheerová       | 21 let | Odense Håndbold          |
| Útočník | 7  | Debbie Bontová           | 30 let | Metz Handball            |
| Útočník | 10 | Danick Snelderová        | 31 let | SG BBM Bietigheim        |
| Útočník | 12 | Bo van Weteringová       | 22 let | Odense Håndbold          |
| Útočník | 19 | Merel Freriksová         | 23 let | Borussia Dortmund        |
| Útočník | 24 | Martine Smeetsová        | 31 let | CSM București            |
| Útočník | 26 | Angela Maleinsteinová    | 28 let | Ferencvárosi TC          |

#### Skupina
| Poř. | Tým         | Z | V | R | P | VG  | OG  | +/- | Body | Postup do   |
| ---- | ----------- | - | - | - | - | --- | --- | --- | ---- | ----------- |
| 1.   | Norsko      | 5 | 5 | 0 | 0 | 170 | 123 | +47 | 10   | Čtvrtfinále |
| 2.   | Nizozemsko  | 5 | 4 | 0 | 1 | 169 | 143 | +26 | 8    | Čtvrtfinále |
| 3.   | Černá Hora  | 5 | 2 | 0 | 3 | 139 | 142 | -3  | 4    | Čtvrtfinále |
| 4.   | Jižní Korea | 5 | 1 | 1 | 3 | 147 | 165 | -18 | 3    | Čtvrtfinále |
| 5.   | Angola      | 5 | 1 | 1 | 3 | 130 | 156 | -26 | 3    |             |
| 6.   | Japonsko    | 5 | 1 | 0 | 4 | 124 | 150 | -26 | 2    |             |

| 25. červenec 2021 9:00 | Nizozemsko   | 32–21   | Japonsko   | Kokuricu Jojogi kjógidžó, Tokio Rozhodčí: García, Paolantoni |
| 25. červenec 2021 9:00 | Abbinghová 7 | (18–10) | Fudžiová 5 | Kokuricu Jojogi kjógidžó, Tokio Rozhodčí: García, Paolantoni |
| 25. červenec 2021 9:00 | 2×           | Report  | 3× 1×      | Kokuricu Jojogi kjógidžó, Tokio Rozhodčí: García, Paolantoni |

| 27. červenec 2021 16:15 | Jižní Korea | 36–43   | Nizozemsko   | Kokuricu Jojogi kjógidžó, Tokio Rozhodčí: Lah, Sok |
| 27. červenec 2021 16:15 | Ryu 10      | (18–10) | Abbinghová 6 | Kokuricu Jojogi kjógidžó, Tokio Rozhodčí: Lah, Sok |
| 27. červenec 2021 16:15 | 2× 1×       | Report  | 7× 2×        | Kokuricu Jojogi kjógidžó, Tokio Rozhodčí: Lah, Sok |

| 29. červenec 2021 9:00 | Nizozemsko        | 37–28   | Angola     | Kokuricu Jojogi kjógidžó, Tokio Rozhodčí: El-Saied, El-Saied |
| 29. červenec 2021 9:00 | Van Weteringová 7 | (17–15) | Guialová 8 | Kokuricu Jojogi kjógidžó, Tokio Rozhodčí: El-Saied, El-Saied |
| 29. červenec 2021 9:00 | 1×                | Report  | 5×         | Kokuricu Jojogi kjógidžó, Tokio Rozhodčí: El-Saied, El-Saied |

| 31. červenec 2021 21:30 | Norsko    | 29–27   | Nizozemsko | Kokuricu Jojogi kjógidžó, Tokio Rozhodčí: Alpaidze, Berezkina |
| 31. červenec 2021 21:30 | Mørková 9 | (16–13) | Smitsová 7 | Kokuricu Jojogi kjógidžó, Tokio Rozhodčí: Alpaidze, Berezkina |
| 31. červenec 2021 21:30 | 2×        | Report  | 3×         | Kokuricu Jojogi kjógidžó, Tokio Rozhodčí: Alpaidze, Berezkina |

| 2. srpen 2021 19:30 | Nizozemsko           | 30–29   | Černá Hora   | Kokuricu Jojogi kjógidžó, Tokio Rozhodčí: Fonseca, Santos |
| 2. srpen 2021 19:30 | Van der Heijdenová 5 | (17–12) | Radičevićová | Kokuricu Jojogi kjógidžó, Tokio Rozhodčí: Fonseca, Santos |
| 2. srpen 2021 19:30 | 5× 1×                | Report  | 3× 2×        | Kokuricu Jojogi kjógidžó, Tokio Rozhodčí: Fonseca, Santos |

#### Čtvrtfinále
| 4. srpen 2021 20:45 | Francie      | 32–22   | Nizozemsko     | Kokuricu Jojogi kjógidžó, Tokio Rozhodčí: Hansen, Madsen |
| 4. srpen 2021 20:45 | Flippesová 6 | (19–11) | Malesteinová 5 | Kokuricu Jojogi kjógidžó, Tokio Rozhodčí: Hansen, Madsen |
| 4. srpen 2021 20:45 | 1×           | Report  | 4×             | Kokuricu Jojogi kjógidžó, Tokio Rozhodčí: Hansen, Madsen |

## Jachting

### Muži
| Sportovec                  | Disciplína | Závod | Závod | Závod | Závod | Závod | Závod | Závod | Závod | Závod | Závod | Závod | Závod | Závod | Redukované body | Celkové pořadí           |
| Sportovec                  | Disciplína | 1     | 2     | 3     | 4     | 5     | 6     | 7     | 8     | 9     | 10    | 11    | 12    | M*    | Redukované body | Celkové pořadí           |
| -------------------------- | ---------- | ----- | ----- | ----- | ----- | ----- | ----- | ----- | ----- | ----- | ----- | ----- | ----- | ----- | --------------- | ------------------------ |
| Kiran Badloe               | RS:X       | 5.    | 7.    | 1.    | 1.    | 26.   | 5.    | 2.    | 4.    | 1.    | 5.    | 1.    | 1.    | 4     | 37              | Zlatá olympijská medaile |
| Nicholas Heiner            | Finn       | 11    | 5.    | 10.   | 2.    | 4.    | 2.    | 10.   | 3.    | 7.    | 9.    | —     | —     | 4     | 56              | 4.                       |
| Bart Lambriex Pim van Vugt | 49er       | 14.   | 2.    | 3.    | 7.    | 6.    | 7.    | 13.   | 14.   | 7.    | 6.    | 7.    | 3.    | 12    | 87              | 6.                       |

### Ženy
| Sportovec                              | Disciplína   | Závod | Závod | Závod | Závod | Závod | Závod | Závod | Závod | Závod | Závod | Závod | Závod | Závod | Redukované body | Celkové pořadí              |
| Sportovec                              | Disciplína   | 1     | 2     | 3     | 4     | 5     | 6     | 7     | 8     | 9     | 10    | 11    | 12    | M*    | Redukované body | Celkové pořadí              |
| -------------------------------------- | ------------ | ----- | ----- | ----- | ----- | ----- | ----- | ----- | ----- | ----- | ----- | ----- | ----- | ----- | --------------- | --------------------------- |
| Lilian de Geusová                      | RS:X         | 8.    | 11.   | 1.    | 8.    | 3.    | 11.   | 3.    | 4.    | 4.    | 9.    | 5.    | 4.    | 12    | 72              | 5.                          |
| Marit Bouwmeesterová                   | Laser Radial | 21.   | 14.   | 7.    | 2.    | 3.    | 9.    | 45.   | 7.    | 1.    | 7.    | —     | —     | 12    | 83              | Bronzová olympijská medaile |
| Lobke Berkhoutová Afrodite Zegersová   | 470          | 10.   | 11.   | 14.   | 11.   | 9.    | 6.    | 17.   | 6.    | 4.    | 2.    | —     | —     | 18    | 91              | 10.                         |
| Annemiek Bekkeringová Annette Duetzová | 49er FX      | 13.   | 8.    | 2.    | 1.    | 6.    | 1.    | 12.   | 5.    | 6.    | 5.    | 11.   | 16.   | 18    | 88              | Bronzová olympijská medaile |

M=Medailový závod (za dvojnásobek bodů)

## Jezdectví

### Drezúra
| Sportovec                                              | Kůň        | Disciplína  | Grand Prix | Grand Prix | Grand Prix Special | Grand Prix Special | Grand Prix Freestyle | Grand Prix Freestyle | Celkem      | Celkem |
| Sportovec                                              | Kůň        | Disciplína  | Skóre      | Pořadí     | Skóre              | Pořadí             | Technické body       | Umělecké body        | Skóre       | Pořadí |
| ------------------------------------------------------ | ---------- | ----------- | ---------- | ---------- | ------------------ | ------------------ | -------------------- | -------------------- | ----------- | ------ |
| Marlies van Baalenová                                  | Go Legend  | Jednotlivci | 71,615     | 20.        | —                  | —                  | nepostoupil          | nepostoupil          | nepostoupil | 20.    |
| Edward Gal                                             | Celkem US  | Jednotlivci | 78,649     | 6.Q        | —                  | —                  | 79,143               | 89,171               | 84,157      | 6.     |
| Hans Peter Minderhoud                                  | Dream Boy  | Jednotlivci | 76,817     | 9.q        | —                  | —                  | 75,536               | 85,829               | 80,682      | 12     |
| Marlies van Baalenová Edward Gal Hans Peter Minderhoud | viz nahoře | Družstva    | 7312,0     | 5.Q        | 7479,5             | 5.                 | —                    | —                    | 7479,5      | 5.     |

### Všestranost
| Sportovec              | Kůň               | Disciplína  | Drezúra      | Drezúra | Cross-Country | Cross-Country | Cross-Country | Parkurové skákání | Parkurové skákání | Parkurové skákání | Parkurové skákání | Parkurové skákání | Parkurové skákání | Celkem       | Celkem       |
| Sportovec              | Kůň               | Disciplína  | Drezúra      | Drezúra | Cross-Country | Cross-Country | Cross-Country | Kvalifikace       | Kvalifikace       | Kvalifikace       | Finále            | Finále            | Finále            | Celkem       | Celkem       |
| Sportovec              | Kůň               | Disciplína  | Trestné body | Pořadí  | Trestné body  | Celkem        | Pořadí        | Trestné body      | Celkem            | Pořadí            | Trestné body      | Celkem            | Pořadí            | Trestné body | Pořadí       |
| ---------------------- | ----------------- | ----------- | ------------ | ------- | ------------- | ------------- | ------------- | ----------------- | ----------------- | ----------------- | ----------------- | ----------------- | ----------------- | ------------ | ------------ |
| Merel Blomová          | The Quizmaster    | Jednotlivci | 31,50        | =21.    | vyřazena      | vyřazena      | vyřazena      | nepostoupila      | nepostoupila      | nepostoupila      | nepostoupila      | nepostoupila      | nepostoupila      | nepostoupila | nepostoupila |
| Janneke Boonzaaijerová | Champ de Tailleur | Jednotlivci | 33,00        | 30.     | vyřazena      | vyřazena      | vyřazena      | nepostoupila      | nepostoupila      | nepostoupila      | nepostoupila      | nepostoupila      | nepostoupila      | nepostoupila | nepostoupila |

### Parkurové skákání
| Sportovec                                                          | Kůň                                      | Disciplína  | Kvalifikace  | Kvalifikace | Finále       | Finále      | Finále      | Rozeskakování | Rozeskakování | Rozeskakování               |
| Sportovec                                                          | Kůň                                      | Disciplína  | Trestné body | Pořadí      | Trestné body | Čas         | Pořadí      | Trestné body  | Čas           | Pořadí                      |
| ------------------------------------------------------------------ | ---------------------------------------- | ----------- | ------------ | ----------- | ------------ | ----------- | ----------- | ------------- | ------------- | --------------------------- |
| Willem Greve                                                       | Zypria S                                 | Jednotlivci | 4            | =31.        | nepostoupil  | nepostoupil | nepostoupil | nepostoupil   | nepostoupil   | nepostoupil                 |
| Marc Houtzager                                                     | Dante                                    | Jednotlivci | 0            | =1.Q        | 13           | 88,10       | 21.         | nepostoupil   | nepostoupil   | nepostoupil                 |
| Maikel van der Vleuten                                             | Beauville Z                              | Jednotlivci | 0            | =1.Q        | 0            | 85,31       | =1.         | 0             | 38,90         | Bronzová olympijská medaile |
| Willem Greve Marc Houtzager Harrie Smolders Maikel van der Vleuten | Zypria S Dante Bingo du Parc Beauville Z | Družstva    | 26           | 9.Q         | 17           | 243,35      | 4.          | nepostoupili  | nepostoupili  | nepostoupili                |

## Judo

### Muži
| Sportovec          | Kategorie | 1. kolo         | 2. kolo                   | 3. kolo                     | Čtvrtfinále              | Semifinále      | Opravy                 | Finále / BM            | Finále / BM |
| Sportovec          | Kategorie | Soupeř Výsledek | Soupeř Výsledek           | Soupeř Výsledek             | Soupeř Výsledek          | Soupeř Výsledek | Soupeř Výsledek        | Soupeř Výsledek        | Pořadí      |
| ------------------ | --------- | --------------- | ------------------------- | --------------------------- | ------------------------ | --------------- | ---------------------- | ---------------------- | ----------- |
| Tornike Tsjakadoea | −60 kg    | —               | Dašdavá (MGL) · V 01–00   | Mšvidobadze (ROC) · V 01–00 | Jang J-w (TPE) · P 00–10 | nepostoupil     | Lesiuk (UKR) · V 10–00 | Smetov (KAZ) · P 00–01 | =5.         |
| Frank de Wit       | −81 kg    | volný los       | Percival (SAM) · V 10–00  | Ressel (GER) · P 00–01      | nepostoupil              | nepostoupil     | nepostoupil            | nepostoupil            | nepostoupil |
| Noël van 't End    | −90 kg    | volný los       | Persoglia (SMR) · V 10–00 | Clerget (FRA) · V 01–00     | Žgank (TUR) · V 00–10    | nepostoupil     | Tóth (HUN) · P 00–01   | nepostoupil            | =7.         |
| Michael Korrel     | −100 kg   | —               | volný los                 | Frey (GER) · P 00–01        | nepostoupil              | nepostoupil     | nepostoupil            | nepostoupil            | nepostoupil |
| Henk Grol          | +100 kg   | —               | volný los                 | Oltiboev (UZB) · P 00–10    | nepostoupil              | nepostoupil     | nepostoupil            | nepostoupil            | nepostoupil |

### Ženy
| Sportovec            | Kategorie | 1. kolo                      | 2. kolo                       | Čtvrtfinále                   | Semifinále                  | Opravy                        | Finále / BM                   | Finále / BM                 |
| Sportovec            | Kategorie | Soupeř Výsledek              | Soupeř Výsledek               | Soupeř Výsledek               | Soupeř Výsledek             | Soupeř Výsledek               | Soupeř Výsledek               | Pořadí                      |
| -------------------- | --------- | ---------------------------- | ----------------------------- | ----------------------------- | --------------------------- | ----------------------------- | ----------------------------- | --------------------------- |
| Sanne Verhagenová    | −57 kg    | Filzmoserová (AUT) · V 10–00 | Gjakova (KOS) · P 00–01       | nepostoupila                  | nepostoupila                | nepostoupila                  | nepostoupila                  | nepostoupila                |
| Juul Franssenová     | −63 kg    | Obradovićová (SRB) · V 10–00 | Haeckerová (AUS) · V 10–00    | Agbegnenouová (FRA) · P 00–01 | nepostoupila                | Quadrosová (BRA) · V 10–00    | Centracchiová (ITA) · P 00–10 | =5                          |
| Sanne van Dijkeová   | −70 kg    | volný los                    | Matnijazovová (UZB) · V 10–00 | Bellandiová (ITA) · V 11–01   | Polleresová (AUT) · P 00–01 | volno                         | Scoccimarrová (GER) · V 10–00 | Bronzová olympijská medaile |
| Guusje Steenhuisová  | −78 kg    | volný los                    | Turchynová (UKR) · V 01–00    | Joon H-j (KOR) · P 00–01      | nepostoupila                | Antomarchiová (CUB) · P 00–10 | nepostoupila                  | =7.                         |
| Tessie Savelkoulsová | +78 kg    | Han M-j (KOR) · P 00–01      | nepostoupila                  | nepostoupila                  | nepostoupila                | nepostoupila                  | nepostoupila                  | nepostoupila                |

### Družstva
| Sportovec | Kategorie        | 1. kolo                  | Čtvrtfinále            | Semifinále            | Opravy          | Finále / BM           | Finále / BM |
| Sportovec | Kategorie        | Soupeř Výsledek          | Soupeř Výsledek        | Soupeř Výsledek       | Soupeř Výsledek | Soupeř Výsledek       | Pořadí      |
| --- | ---------------- | ------------------------ | ---------------------- | --------------------- | --------------- | --------------------- | ----------- |
| Noël van 't End Henk Grol Michael Korrel Tornike Tsjakadoea Sanne van Dijkeová Guusje Steenhuisová Sanne Verhagenová | Smíšená družstva | Uzbekistán (UZB) · V 4–3 | Brazílie (BRA) · V 4–2 | Francie (FRA) · P 0–4 | volno           | Německo (GER) · P 2–4 | =5.         |

## Kanoistika

### Vodní slalom

#### Ženy
| Sportovec      | Disciplína | Kvalifikace | Kvalifikace | Kvalifikace | Kvalifikace | Kvalifikace | Kvalifikace | Semifinále | Semifinále | Finále | Finále |
| Sportovec      | Disciplína | 1. jízda    | Pořadí      | 2. jízda    | Pořadí      | Lepší       | Pořadí      | Čas        | Pořadí     | Čas    | Pořadí |
| -------------- | ---------- | ----------- | ----------- | ----------- | ----------- | ----------- | ----------- | ---------- | ---------- | ------ | ------ |
| Martina Wegman | K1         | 113,29      | 12.         | 109,84      | 10.         | 109,84      | 12.Q        | 108,74     | 8.Q        | 111,33 | 7.     |

## Lukostřelba
| Sportovec                                    | Disciplína      | Rozřazovací kolo | Rozřazovací kolo | 1. kolo                   | 2. kolo                   | Osmifinále           | Čtvrtfinále                  | Semifinále              | Finále / BM               | Finále / BM                 |
| Sportovec                                    | Disciplína      | Skóre            | Nasazení         | Soupeř Skóre              | Soupeř Skóre              | Soupeř Skóre         | Soupeř Skóre                 | Soupeř Skóre            | Soupeř Skóre              | Pořadí                      |
| -------------------------------------------- | --------------- | ---------------- | ---------------- | ------------------------- | ------------------------- | -------------------- | ---------------------------- | ----------------------- | ------------------------- | --------------------------- |
| Gijs Broeksma                                | Muži            | 667              | 14.              | Chirault (FRA) · V 6–4    | Furukawa (JPN) · P 5–6    | nepostoupil          | nepostoupil                  | nepostoupil             | nepostoupil               | nepostoupil                 |
| Sjef van den Berg                            | Muži            | 670              | 8.               | Valladont (FRA) · V 7–3   | D'Almeida (BRA) · P 1–7   | nepostoupil          | nepostoupil                  | nepostoupil             | nepostoupil               | nepostoupil                 |
| Steve Wijler                                 | Muži            | 675              | 6.               | Naploszek (POL) · V 6–4   | Abdullin (KAZ) · P 4–6    | nepostoupil          | nepostoupil                  | nepostoupil             | nepostoupil               | nepostoupil                 |
| Gijs Broeksma Sjef van den Berg Steve Wijler | Družstva muži   | 2012             | 2.               | —                         | —                         | volný los            | Velká Británie (GBR) · V 5–3 | Tchaj-wan (TPE) · P 0–6 | Japonsko (JPN) · P 4–5    | 4.                          |
| Gabriela Schloesserová                       | Ženy            | 652              | 20.              | Gombojevová (ROC) · V 6–5 | Barbelinová (FRA) · P 0–6 | nepostoupila         | nepostoupila                 | nepostoupila            | nepostoupila              | nepostoupila                |
| Steve Wijler Gabriela Schloesserová          | Smíšené dvojice | 1327             | 6.Q              | —                         | —                         | Itálie (ITA) · V 6–0 | Francie (FRA) · V 5–4        | Turecko (TUR) · V 5–3   | Jižní Korea (KOR) · P 3–5 | Stříbrná olympijská medaile |

## Plavání

### Muži
| Sportovec                                              | Disciplína           | Rozplavba  | Rozplavba | Semifinále  | Semifinále  | Finále       | Finále                      |
| Sportovec                                              | Disciplína           | Čas        | Pořadí    | Čas         | Pořadí      | Čas          | Pořadí                      |
| ------------------------------------------------------ | -------------------- | ---------- | --------- | ----------- | ----------- | ------------ | --------------------------- |
| Thom de Boer                                           | 50 m volně           | 21,75      | 6.Q       | 21,78       | 8.Q         | 21,79        | 8.                          |
| Jesse Puts                                             | 50 m volně           | 21,84      | 7.Q       | 21,87       | =12.        | nepostoupil  | nepostoupil                 |
| Stan Pijnenburg                                        | 100 m volně          | 48,53      | 21.       | nepostoupil | nepostoupil | nepostoupil  | nepostoupil                 |
| Caspar Corbeau                                         | 100 m prsa           | 1:00,13    | 25.       | nepostoupil | nepostoupil | nepostoupil  | nepostoupil                 |
| Arno Kamminga                                          | 100 m prsa           | 57,80 NR   | 2.Q       | 58,19       | 2.Q         | 58,00        | Stříbrná olympijská medaile |
| Caspar Corbeau                                         | 200 m prsa           | 2:10,21    | 21.       | nepostoupil | nepostoupil | nepostoupil  | nepostoupil                 |
| Arno Kamminga                                          | 200 m prsa           | 2:07,37    | =1.Q      | 2:07,99     | 3.Q         | 2:07,01      | Stříbrná olympijská medaile |
| Nyls Korstanje                                         | 100 m motýlek        | 51,54 NR   | 11.Q      | 51,80       | 12.         | nepostoupil  | nepostoupil                 |
| Arjan Knipping                                         | 200 m polohový závod | 1:59,44 NR | =30.      | nepostoupil | nepostoupil | nepostoupil  | nepostoupil                 |
| Arjan Knipping                                         | 400 m polohový závod | 4:15,83    | 17.       | —           | —           | nepostoupil  | nepostoupil                 |
| Thom de Boer Nyls Korstanje Stan Pijnenburg Jesse Puts | 4 × 100 m volně      | 3:14,07    | 12.       | —           | —           | nepostoupili | nepostoupili                |
| Ferry Weertman                                         | 10 km maraton        | —          | —         | —           | —           | 1:51:30,8    | 7.                          |

### Ženy
| Sportovec                                                                                        | Disciplína               | Rozplavba | Rozplavba     | Semifinále     | Semifinále     | Finále       | Finále                      |
| Sportovec                                                                                        | Disciplína               | Čas       | Pořadí        | Čas            | Pořadí         | Čas          | Pořadí                      |
| ------------------------------------------------------------------------------------------------ | ------------------------ | --------- | ------------- | -------------- | -------------- | ------------ | --------------------------- |
| Femke Heemskerková                                                                               | 50 m volně               | 24,77     | 16.Q          | neodstartovala | neodstartovala | nepostoupila | nepostoupila                |
| Ranomi Kromowidjojová                                                                            | 50 m volně               | 24,41     | 8.Q           | 24,29          | 7.Q            | 24,30        | 4.                          |
| Femke Heemskerková                                                                               | 100 m volně              | 53,10     | 9.Q           | 52,93          | 6.Q            | 52,79        | 6.                          |
| Ranomi Kromowidjojová                                                                            | 100 m volně              | 53,71     | =16. QSO, DNS | nepostoupila   | nepostoupila   | nepostoupila | nepostoupila                |
| Kira Toussaintová                                                                                | 100 m znak               | 59,21     | 7.Q           | 59,09          | 7.Q            | 59,11        | 7.                          |
| Maaike de Waardová                                                                               | 100 m znak               | 1:00,03   | 15.Q          | 1:00,49        | 16.            | nepostoupila | nepostoupila                |
| Sharon van Rouwendaalová                                                                         | 200 m znak               | 2:11,24   | 16.Q          | 2:12,98        | 16.            | nepostoupila | nepostoupila                |
| Tes Schoutenová                                                                                  | 100 m prsa               | 1:07,89   | 25.           | nepostoupila   | nepostoupila   | nepostoupila | nepostoupila                |
| Kim Buschová Femke Heemskerková Ranomi Kromowidjojová Marrit Steenbergenová[b] Kira Toussaintová | 4 × 100 m volně          | 3:33,51   | 2.Q           | —              | —              | 3:33,70      | 4.                          |
| Femke Heemskerková Tes Schoutenová Kira Toussaintová Maaike de Waardová                          | 4 × 100 m polohový závod | 3:59,89   | 10.           | —              | —              | nepostoupily | nepostoupily                |
| Sharon van Rouwendaalová                                                                         | 10 km maraton            | —         | —             | —              | —              | 1:59:31,7    | Stříbrná olympijská medaile |

### Smíšené disciplíny
| Sportovec                                                                                  | Disciplína               | Rozplavba | Rozplavba | Finále     | Finále |
| Sportovec                                                                                  | Disciplína               | Čas       | Pořadí    | Čas        | Pořadí |
| ------------------------------------------------------------------------------------------ | ------------------------ | --------- | --------- | ---------- | ------ |
| Arno Kamminga Nyls Korstanje Femke Heemskerková Ranomi Kromowidjojová[b] Kira Toussaintová | 4 × 100 m polohový závod | 3:43,25   | 6.Q       | 3:41,25 NR | 6.     |

b Plavci, kteří se zúčastnili pouze rozplavby

## Pozemní hokej

#### Souhrn
| Tým                            | Kategorie | Skupina              | Skupina                             | Skupina                             | Skupina                      | Skupina               | Skupina | Čtvrtfinále               | Semifinále                   | Finále / BM             | Finále / BM              |
| Tým                            | Kategorie | Soupeř Skóre         | Soupeř Skóre                        | Soupeř Skóre                        | Soupeř Skóre                 | Soupeř Skóre          | Pořadí  | Soupeř Skóre              | Soupeř Skóre                 | Soupeř Skóre            | Pořadí                   |
| ------------------------------ | --------- | -------------------- | ----------------------------------- | ----------------------------------- | ---------------------------- | --------------------- | ------- | ------------------------- | ---------------------------- | ----------------------- | ------------------------ |
| Nizozemská mužská reprezentace | Muži      | Belgie (BEL) · P 1–3 | Jihoafrická republika (RSA) · V 5–3 | Kanada (CAN) · V 4–2                | Velká Británie (GBR) · R 2–2 | Německo (GER) · P 1–3 | 4.Q     | Austrálie (AUS) · P 2–3SN | nepostoupili                 | nepostoupili            | 6.                       |
| Nizozemská ženská reprezentace | Ženy      | Indie (IND) · V 5–1  | Irsko (IRL) · V 4–0                 | Jihoafrická republika (RSA) · V 5–0 | Velká Británie (GBR) · V 1–0 | Německo (GER) · V 3–1 | 1.Q     | Nový Zéland (NZL) · V 3–0 | Velká Británie (GBR) · V 5–1 | Argentina (ARG) · V 3–1 | Zlatá olympijská medaile |

### Muži
- Hlavní trenér:  Maximiliano Caldas

| Pozice   | Č. | Hráč                 | Věk    | Tým             |
| -------- | -- | -------------------- | ------ | --------------- |
| Brankář  | 26 | Pirmin Blaak         | 33 let | HC Oranje-Rood  |
| Obránce  | 4  | Lars Balk            | 25 let | SV Kampong      |
| Obránce  | 6  | Jonas de Geus        | 23 let | SV Kampong      |
| Obránce  | 12 | Sander de Wijn       | 31 let | SV Kampong      |
| Obránce  | 23 | Joep de Mol          | 25 let | HC Oranje-Rood  |
| Obránce  | 27 | Jip Janssen          | 23 let | SV Kampong      |
| Obránce  | 30 | Mink van der Weerden | 32 let | Rot-Weiss Köln  |
| Obránce  | 32 | Justen Blok          | 20 let | HC Rotterdam    |
| Záložník | 8  | Billy Bakker         | 32 let | AH&BC Amsterdam |
| Záložník | 9  | Seve van Ass         | 29 let | HGC Wassenaar   |
| Záložník | 10 | Jorrit Croon         | 22 let | HC Bloemendaal  |
| Záložník | 11 | Glenn Schuurman      | 30 let | HC Bloemendaal  |
| Záložník | 14 | Robbert Kemperman    | 31 let | SV Kampong      |
| Útočník  | 2  | Jeroen Hertzberger   | 35 let | HC Rotterdam    |
| Útočník  | 7  | Thijs van Dam        | 24 let | HC Rotterdam    |
| Útočník  | 16 | Mirco Pruyser        | 31 let | AH&BC Amsterdam |
| Útočník  | 17 | Roel Bovendeert      | 29 let | HC Bloemendaal  |
| Útočník  | 25 | Thierry Brinkman     | 26 let | HC Bloemendaal  |

#### Skupina
| Poř. | Tým                | Z | V | R | P | VG | OG | +/- | Body | Postup do   |
| ---- | ------------------ | - | - | - | - | -- | -- | --- | ---- | ----------- |
| 1.   | Belgie             | 5 | 4 | 1 | 0 | 26 | 9  | +17 | 13   | Čtvrtfinále |
| 2.   | Německo            | 5 | 3 | 0 | 2 | 19 | 10 | +9  | 9    | Čtvrtfinále |
| 3.   | Spojené království | 5 | 2 | 2 | 1 | 11 | 11 | 0   | 8    | Čtvrtfinále |
| 4.   | Nizozemsko         | 5 | 2 | 1 | 2 | 13 | 13 | 0   | 7    | Čtvrtfinále |
| 5.   | Jižní Afrika       | 5 | 1 | 1 | 3 | 16 | 24 | -8  | 4    |             |
| 6.   | Kanada             | 5 | 0 | 1 | 4 | 9  | 27 | -18 | 1    |             |

| 24. červenec 2021 11:45 | Nizozemsko | 1–3 (0–0, 1–3) | Belgie | Oi Hockey Stadium |  |

| Report          |                 |                 |                                           |                                      |
| Pirmin Blaak    | Pirmin Blaak    | Brankáři        | Vincent Vanasch                           | Rozhodčí: Marcin Grochal Adam Kearns |
| Hertzberger 35' | Hertzberger 35' | 1–0 1–1 1–2 1–3 | 41' Hendrickx 44' Hendrickx 45' Hendrickx | Rozhodčí: Marcin Grochal Adam Kearns |

| 25. červenec 2021 21:15 | Jižní Afrika | 3–5 (3–2, 0–3) | Nizozemsko | Oi Hockey Stadium |  |

| Report                               |                                      |                                 |                                                                              |                                      |
| Rassie Pieterse                      | Rassie Pieterse                      | Brankáři                        | Pirmin Blaak                                                                 | Rozhodčí: Jakub Mejzlík Javed Shaikh |
| M. Cassiem 2' D. Cassiem 10' Kok 18' | M. Cassiem 2' D. Cassiem 10' Kok 18' | 1–0 2–0 3–0 3–1 3–2 3–3 3–4 3–5 | 24' Pruyser 29' Van Dam 36' Thierry Brinkman 48' Van der Weerden 54' Pruyser | Rozhodčí: Jakub Mejzlík Javed Shaikh |

| 27. červenec 2021 20:45 | Nizozemsko | 4–2 (2–1, 2–1 ) | Kanada | Oi Hockey Stadium |  |

| Report                                      |                                             |                         |                        |                                    |
| Pirmin Blaak                                | Pirmin Blaak                                | Brankáři                | Antoni Kindler         | Rozhodčí: Javed Shaikh Adam Kearns |
| Baker 1' Brinkman 4' De Mol 50' Pruyser 60' | Baker 1' Brinkman 4' De Mol 50' Pruyser 60' | 1–0 2–0 2–1 3–1 3–2 4–2 | 10' Wallace 53' Tupper | Rozhodčí: Javed Shaikh Adam Kearns |

| 29. červenec 2021 12:15 | Nizozemsko | 2–2 (1–0, 1–2) | Velká británie | Oi Hockey Stadium |  |

| Report                   |                          |                 |                   |                                             |
| Pirmin Blaak             | Pirmin Blaak             | Brankáři        | Oliver Payne      | Rozhodčí: Raghu Prasad Germán Montes de Oca |
| Brinkman 22' Janssen 31' | Brinkman 22' Janssen 31' | 1–0 2–0 2–1 2–2 | 52' Ward 57' Ward | Rozhodčí: Raghu Prasad Germán Montes de Oca |

| 30. červenec 2021 20:45 | Německo | 3–1 (1–0, 2–1) | Nizozemsko | Oi Hockey Stadium |  |

| Report                             |                                    |                 |                 |                                      |
| Alexander Stadler                  | Alexander Stadler                  | Brankáři        | Pirmin Blaak    | Rozhodčí: Marcin Grochal Adam Kearns |
| Wellen 10' Staib 41' Herzbruch 54' | Wellen 10' Staib 41' Herzbruch 54' | 1–0 2–0 3–0 3–1 | 57' Hertzberger | Rozhodčí: Marcin Grochal Adam Kearns |

#### Čtvrtfinále
| 1. srpen 2021 12:00 | Austrálie | 2–2 3–0 SN. (1–0, 1–2) | Nizozemsko | Oi Hockey Stadium |  |

| Report                                       |                                              |                                    |                                                       |                                            |
| Andrew Charter                               | Andrew Charter                               | Brankáři                           | Pirmin Blaak                                          | Rozhodčí: Ben Göntgen Germán Montes de Oca |
| Wickham 13' Wickham 38' Govers Ogilvie Brand | Wickham 13' Wickham 38' Govers Ogilvie Brand | 1–0 1–1 2–1 2–2 Samostatné nájezdy | 32' Van der Weerden 50' Hertzberger Kemperman De Geus | Rozhodčí: Ben Göntgen Germán Montes de Oca |

### Ženy
- Hlavní trenérka:  Alyson Annanová

| Pozice   | Č. | Hráč                  | Věk    | Tým                 |
| -------- | -- | --------------------- | ------ | ------------------- |
| Brankář  | 22 | Josine Koningová      | 25 let | HC 's-Hertogenbosch |
| Obránce  | 3  | Sanne Koolenová       | 25 let | HC 's-Hertogenbosch |
| Obránce  | 4  | Freeke Moesová        | 22 let | AH&BC Amsterdam     |
| Obránce  | 13 | Caia van Maasakkerová | 32 let | SCHC                |
| Obránce  | 18 | Pien Sandersová       | 23 let | HC 's-Hertogenbosch |
| Obránce  | 21 | Lauren Stamová        | 27 let | AH&BC Amsterdam     |
| Obránce  | 23 | Margot van Geffenová  | 31 let | HC 's-Hertogenbosch |
| Obránce  | 29 | Stella van Gilsová    | 21 let | Pinoké              |
| Záložník | 5  | Malou Pheninckxová    | 30 let | SV Kampong          |
| Záložník | 6  | Laurien Leurinková    | 26 let | SCHC                |
| Záložník | 7  | Xan de Waardová       | 25 let | SCHC                |
| Záložník | 8  | Marloes Keetelsová    | 28 let | HC 's-Hertogenbosch |
| Záložník | 10 | Felice Albersová      | 21 let | AH&BC Amsterdam     |
| Záložník | 20 | Laura Nunninková      | 35 let | HC Rotterdam        |
| Záložník | 24 | Eva de Goedeová       | 24 let | HC Rotterdam        |
| Útočník  | 11 | Maria Verschoorová    | 27 let | AH&BC Amsterdam     |
| Útočník  | 12 | Lidewij Weltenová     | 31 let | HC 's-Hertogenbosch |
| Útočník  | 15 | Frédérique Matlaová   | 24 let | HC 's-Hertogenbosch |

#### Skupina
| Poř. | Tým                | Z | V | R | P | VG | OG | +/- | Body | Postup do   |
| ---- | ------------------ | - | - | - | - | -- | -- | --- | ---- | ----------- |
| 1.   | Nizozemsko         | 5 | 5 | 0 | 0 | 18 | 2  | +16 | 15   | Čtvrtfinále |
| 2.   | Německo            | 5 | 4 | 0 | 1 | 13 | 7  | +6  | 12   | Čtvrtfinále |
| 3.   | Spojené království | 5 | 3 | 0 | 2 | 11 | 5  | +6  | 9    | Čtvrtfinále |
| 4.   | Indie              | 5 | 2 | 0 | 3 | 7  | 14 | -7  | 6    | Čtvrtfinále |
| 5.   | Irsko              | 5 | 1 | 0 | 4 | 4  | 11 | -7  | 3    |             |
| 6.   | Jižní Afrika       | 5 | 0 | 0 | 5 | 5  | 19 | -14 | 0    |             |

| 24. červenec 2021 20:45 | Nizozemsko | 5–1 (1–1, 4–0) | Indie | Oi Hockey Stadium |  |

| Report                                                                         |                                                                                |                         |                 |                                              |
| Josine Koningová                                                               | Josine Koningová                                                               | Brankáři                | Savita Punia    | Rozhodčí: Carolina de la Fuente Amber Church |
| Albersová 6' Van Geffenová 33' Albersová 43' Matlaová 45' Van Maasakkerová 52' | Albersová 6' Van Geffenová 33' Albersová 43' Matlaová 45' Van Maasakkerová 52' | 1–0 1–1 2–1 3–1 4–1 5–1 | 10' Rani Rampal | Rozhodčí: Carolina de la Fuente Amber Church |

| 26. červenec 2021 10:00 | Nizozemsko | 4–0 (1–0, 3–0) | Irsko | Oi Hockey Stadium |  |

| Report                                                    |                                                           |                 |                   |                                           |
| Josine Koningová                                          | Josine Koningová                                          | Brankáři        | Kathryn Mullanová | Rozhodčí: Michelle Meister Liou Siao-jing |
| Albersová 8' Pheninckxová 49' Leurinková 50' Matlaová 56' | Albersová 8' Pheninckxová 49' Leurinková 50' Matlaová 56' | 1–0 2–0 3–0 4–0 |                   | Rozhodčí: Michelle Meister Liou Siao-jing |

| 28. červenec 2021 9:30 | Nizozemsko | 5–0 (1–0, 4–0) | Jižní Afrika | Oi Hockey Stadium |  |

| Report                                                                  |                                                                         |                     |                |                                       |
| Josine Koningová                                                        | Josine Koningová                                                        | Brankáři            | Erin Hunterová | Rozhodčí: Amber Church Ayanna McClean |
| Matlaová 16' Matlaová 35' Keetelsová 42' Albersová 52' Verschoorová 55' | Matlaová 16' Matlaová 35' Keetelsová 42' Albersová 52' Verschoorová 55' | 1–0 2–0 3–0 4–0 5–0 |                | Rozhodčí: Amber Church Ayanna McClean |

| 29. červenec 2021 19:00 | Velká Británie | 0–1 (0–1, 0–0) | Nizozemsko | Oi Hockey Stadium |  |

| Report                |                       |          |                  |                                            |
| Hollie Pearne-Webbová | Hollie Pearne-Webbová | Brankáři | Josine Koningová | Rozhodčí: Michelle Joubert Aleisha Neumann |
|                       |                       | 0–1      | 13' Matlaová     | Rozhodčí: Michelle Joubert Aleisha Neumann |

| 31. červenec 2021 18:30 | Německo | 1–3 (1–2, 0–1) | Nizozemsko | Oi Hockey Stadium |  |

| Report            |                   |                 |                                        |                                        |
| Julia Sonntagová  | Julia Sonntagová  | Brankáři        | Josine Koningová                       | Rozhodčí: Irene Presenqui Kelly Hudson |
| Zimmermannová 23' | Zimmermannová 23' | 1–0 2–0 3–0 3–1 | 8' Matlaová 14' Weltenová 56' Matlaová | Rozhodčí: Irene Presenqui Kelly Hudson |

#### Čtvrtfinále
| 2. srpen 2021 18:30 | Nizozemsko | 3–0 (2–0, 1–0) | Nový Zéland | Oi Hockey Stadium |  |

| Report                                |                                       |             |                   |                                             |
| Josine Koningová                      | Josine Koningová                      | Brankáři    | Grace O'Hanlonová | Rozhodčí: Michelle Meister Michelle Joubert |
| Weltenová 7' Matlaová 21' Stamová 37' | Weltenová 7' Matlaová 21' Stamová 37' | 1–0 2–0 3–0 |                   | Rozhodčí: Michelle Meister Michelle Joubert |

#### Semifinále
| 4. srpen 2021 10:30 | Nizozemsko | 5–1 (2–0, 3–1) | Velká Británie | Oi Hockey Stadium |  |

| Report                                                                   |                                                                          |                         |                 |                                             |
| Josine Koningová                                                         | Josine Koningová                                                         | Brankáři                | Maddie Hinchová | Rozhodčí: Michelle Joubert Laurine Delforge |
| Keetelsová 18' Albersová 19' Verschoorová 32' Albersová 38' Matlaová 49' | Keetelsová 18' Albersová 19' Verschoorová 32' Albersová 38' Matlaová 49' | 1–0 2–0 3–0 4–0 4–1 5–1 | 41' Ansleyová   | Rozhodčí: Michelle Joubert Laurine Delforge |

#### Finále
| 6. srpen 2021 19:00 | Nizozemsko | 3–1 (3–1, 0–0) | Argentina | Oi Hockey Stadium |  |

| Report                                                      |                                                             |                 |                   |                                         |
| Josine Koningová                                            | Josine Koningová                                            | Brankáři        | Belen Succiová    | Rozhodčí: Laurine Delforge Sarah Wilson |
| Van Geffenová 23' Van Maasakkerová 26' Van Maasakkerová 29' | Van Geffenová 23' Van Maasakkerová 26' Van Maasakkerová 29' | 1–0 2–0 3–0 3–1 | 30+' Gorzelanyová | Rozhodčí: Laurine Delforge Sarah Wilson |

## Skateboarding

### Ženy
| Sportovec            | Disciplína | Kvalifikace                                    | Kvalifikace                                    | Finále                                         | Finále                                         |
| Sportovec            | Disciplína | Body                                           | Pořadí                                         | Body                                           | Pořadí                                         |
| -------------------- | ---------- | ---------------------------------------------- | ---------------------------------------------- | ---------------------------------------------- | ---------------------------------------------- |
| Candy Jacobsová      | Street     | Odstoupila kvůli pozitivnímu testu na Covid-19 | Odstoupila kvůli pozitivnímu testu na Covid-19 | Odstoupila kvůli pozitivnímu testu na Covid-19 | Odstoupila kvůli pozitivnímu testu na Covid-19 |
| Keet Oldenbeuvingová | Street     | 8,70                                           | 12.                                            | nepostoupila                                   | nepostoupila                                   |
| Roos Zwetslootová    | Street     | 13,48                                          | 4.Q                                            | 11,26                                          | 5.                                             |

## Skoky do vody

### Ženy
| Sportovec           | Disciplína | Kvalifikace | Kvalifikace | Semifinále | Semifinále | Finále | Finále |
| Sportovec           | Disciplína | Body        | Pořadí      | Body       | Pořadí     | Body   | Pořadí |
| ------------------- | ---------- | ----------- | ----------- | ---------- | ---------- | ------ | ------ |
| Inge Jansenová      | 3 m prkno  | 278,75      | 16.Q        | 301,90     | 9.Q        | 311,05 | 5.     |
| Celine van Duijnová | 10 m věž   | 306,80      | 11.Q        | 306,45     | 10.Q       | 287,70 | 10.    |

## Stolní tenis
| Sportovec        | Kategorie      | Předkolo        | 1. kolo         | 2. kolo         | 3. kolo                  | Osmifinále            | Čtvrtfinále     | Semifinále      | Finále / BM     | Finále / BM |
| Sportovec        | Kategorie      | Soupeř Výsledek | Soupeř Výsledek | Soupeř Výsledek | Soupeř Výsledek          | Soupeř Výsledek       | Soupeř Výsledek | Soupeř Výsledek | Soupeř Výsledek | Pořadí      |
| ---------------- | -------------- | --------------- | --------------- | --------------- | ------------------------ | --------------------- | --------------- | --------------- | --------------- | ----------- |
| Britt Eerlandová | Ženská dvouhra | volný los       | volný los       | volný los       | Meshrefová (EGY) · V 4–3 | Doo H K (HKG) · P 1–4 | nepostoupila    | nepostoupila    | nepostoupila    | =9.         |

## Synchronizované plavání
| Sportovec                                  | Disciplína | Předkolo          | Předkolo          | Předkolo      | Předkolo      | Předkolo | Předkolo | Finále        | Finále        | Finále       | Finále       |
| Sportovec                                  | Disciplína | Technický program | Technický program | Volný program | Volný program | Celkem   | Celkem   | Volný program | Volný program | Celkem (+TP) | Celkem (+TP) |
| Sportovec                                  | Disciplína | Body              | Pořadí            | Body          | Pořadí        | Body     | Pořadí   | Body          | Pořadí        | Body         | Pořadí       |
| ------------------------------------------ | ---------- | ----------------- | ----------------- | ------------- | ------------- | -------- | -------- | ------------- | ------------- | ------------ | ------------ |
| Bregje de Brouwerová Noortje de Brouwerová | Dvojice    | 87,2612           | 9.                | 88,1667       | 10.           | 175,4279 | 9.Q      | 88,9000       | 9.            | 176,1612     | 9.           |

## Šerm

### Muži
| Sportovec     | Disciplína | 1. kolo      | 2. kolo                   | 3. kolo                 | Čtvrtfinále  | Semifinále   | Finále / BM  | Finále / BM |
| Sportovec     | Disciplína | Soupeř Skóre | Soupeř Skóre              | Soupeř Skóre            | Soupeř Skóre | Soupeř Skóre | Soupeř Skóre | Pořadí      |
| ------------- | ---------- | ------------ | ------------------------- | ----------------------- | ------------ | ------------ | ------------ | ----------- |
| Bas Verwijlen | Fleret     | Volno        | Kweon Y-j (KOR) · V 15–10 | Cannone (FRA) · P 11–15 | nepostoupil  | nepostoupil  | nepostoupil  | 9.          |

## Taekwondo
| Sportovec         | Kategorie     | Osmifinále                                     | Čtvrtfinále                                    | Semifinále                                     | Opravy                                         | Finále / BM                                    | Finále / BM                                    |
| Sportovec         | Kategorie     | Soupeř Výsledek                                | Soupeř Výsledek                                | Soupeř Výsledek                                | Soupeř Výsledek                                | Soupeř Výsledek                                | Pořadí                                         |
| ----------------- | ------------- | ---------------------------------------------- | ---------------------------------------------- | ---------------------------------------------- | ---------------------------------------------- | ---------------------------------------------- | ---------------------------------------------- |
| Reshmie Ooginková | Ženy do 67 kg | Odstoupila kvůli pozitivnímu testu na Covid-19 | Odstoupila kvůli pozitivnímu testu na Covid-19 | Odstoupila kvůli pozitivnímu testu na Covid-19 | Odstoupila kvůli pozitivnímu testu na Covid-19 | Odstoupila kvůli pozitivnímu testu na Covid-19 | Odstoupila kvůli pozitivnímu testu na Covid-19 |

## Tenis
| Sportovec                         | Disciplína      | 1. kolo                                               | 2. kolo                                                     | Osmifinále                                             | Čtvrtfinále                                           | Semifinále                                            | Finále / BM                                           | Finále / BM                                           |
| Sportovec                         | Disciplína      | Soupeř Skóre                                          | Soupeř Skóre                                                | Soupeř Skóre                                           | Soupeř Skóre                                          | Soupeř Skóre                                          | Soupeř Skóre                                          | Pořadí                                                |
| --------------------------------- | --------------- | ----------------------------------------------------- | ----------------------------------------------------------- | ------------------------------------------------------ | ----------------------------------------------------- | ----------------------------------------------------- | ----------------------------------------------------- | ----------------------------------------------------- |
| Wesley Koolhof Jean-Julien Rojer  | Mužská čtyřhra  | —                                                     | Gillé / · Vliegen (BEL) · V 6–3, 7–6(7–5)                   | Daniell / · Venus (NZL) · P WO                         | nepostoupili                                          | nepostoupili                                          | nepostoupili                                          | nepostoupili                                          |
| Kiki Bertensová                   | Ženská dvouhra  | Vondroušová (CZE) · P 4–6, 6–3, 4–6                   | nepostoupila                                                | nepostoupila                                           | nepostoupila                                          | nepostoupila                                          | nepostoupila                                          | nepostoupila                                          |
| Kiki Bertensová Demi Schuursová   | Ženská čtyřhra  | —                                                     | Garciaová / · Mladenovicová (FRA) · V 7–6(7–4), 5–7, [11–9] | Kuděrmetovová / · Vesninová (ROC) · P 2–6, 6–3, [7–10] | nepostoupily                                          | nepostoupily                                          | nepostoupily                                          | nepostoupily                                          |
| Jean-Julien Rojer Kiki Bertensová | Smíšená čtyřhra | Odstoupili kvůli pozitivnímu testu Rojera na Covid-19 | Odstoupili kvůli pozitivnímu testu Rojera na Covid-19       | Odstoupili kvůli pozitivnímu testu Rojera na Covid-19  | Odstoupili kvůli pozitivnímu testu Rojera na Covid-19 | Odstoupili kvůli pozitivnímu testu Rojera na Covid-19 | Odstoupili kvůli pozitivnímu testu Rojera na Covid-19 | Odstoupili kvůli pozitivnímu testu Rojera na Covid-19 |

## Triatlon

### Jednotlivci
| Sportovec        | Kategorie | Čas              | Čas      | Čas          | Čas      | Čas         | Čas     | Pořadí |
| Sportovec        | Kategorie | Plavání (1,5 km) | Výměna 1 | Kolo (40 km) | Výměna 2 | Běh (10 km) | Celkem  | Pořadí |
| ---------------- | --------- | ---------------- | -------- | ------------ | -------- | ----------- | ------- | ------ |
| Maya Kingmaová   | Ženy      | 19:20            | 0:43     | 1:03:03      | 0:34     | 35:36       | 1:59:16 | 11.    |
| Rachel Klamerová | Ženy      | 19:17            | 0:44     | 1:03:05      | 0:33     | 34:09       | 1:57:48 | 4.     |

### Štafeta
| Sportovec          | Disciplína      | Čas             | Čas      | Čas         | Čas      | Čas        | Čas     | Pořadí |
| Sportovec          | Disciplína      | Plavání (300 m) | Výměna 1 | Kolo (7 km) | Výměna 2 | Běh (2 km) | Celkem  | Pořadí |
| ------------------ | --------------- | --------------- | -------- | ----------- | -------- | ---------- | ------- | ------ |
| Jorik van Egdom    | Smíšená štafeta | 4:12            | 0:38     | 9:38        | 0:27     | 5:33       | 20:28   | —      |
| Marco van der Stel | Smíšená štafeta | 4:00            | 0:36     | 9:34        | 0:28     | 5:45       | 20:23   | —      |
| Maya Kingmaová     | Smíšená štafeta | 3:43            | 0:41     | 10:11       | 0:29     | 6:14       | 21:18   | —      |
| Rachel Klamerová   | Smíšená štafeta | 4:32            | 0:41     | 10:21       | 0:33     | 6:18       | 22:25   | —      |
| Celkem             | Smíšená štafeta | —               | —        | —           | —        | —          | 1:24:34 | 4.     |

## Veslování

### Muži
| Sportovec | Disciplína              | Rozjížďky  | Rozjížďky | Opravy        | Opravy        | Čtvrtfinále                                   | Čtvrtfinále                                   | Semifinále                                    | Semifinále                                    | Finále                                        | Finále                                        |
| Sportovec | Disciplína              | Čas        | Pořadí    | Čas           | Pořadí        | Čas                                           | Pořadí                                        | Čas                                           | Pořadí                                        | Čas                                           | Pořadí                                        |
| --- | ----------------------- | ---------- | --------- | ------------- | ------------- | --------------------------------------------- | --------------------------------------------- | --------------------------------------------- | --------------------------------------------- | --------------------------------------------- | --------------------------------------------- |
| Finn Florijn | Skif                    | 7:04,56    | 4.O       | neodstartoval | neodstartoval | Odstoupil kvůli pozitivnímu testu na Covid-19 | Odstoupil kvůli pozitivnímu testu na Covid-19 | Odstoupil kvůli pozitivnímu testu na Covid-19 | Odstoupil kvůli pozitivnímu testu na Covid-19 | Odstoupil kvůli pozitivnímu testu na Covid-19 | Odstoupil kvůli pozitivnímu testu na Covid-19 |
| Stef Broenink Melvin Twellaar | Dvojskif                | 6:08,38 OB | 1.SA/B    | volno         | volno         | —                                             | —                                             | 6:20,17                                       | 1.FA                                          | 6:00,53                                       | Stříbrná olympijská medaile                   |
| Guillaume Krommenhoek Niki van Sprang | Dvojka bez kormidelníka | 6:36,42    | 2.SA/B    | volno         | volno         | —                                             | —                                             | 6:19,57                                       | 4.FB                                          | 6:22,75                                       | 7.                                            |
| Jan van der Bij Sander de Graaf Nelson Ritsema Boudewijn Röell                                                                              | Čtyřka bez kormidelníka | 6:00,27    | 3.O       | 6:11,22       | 2.FA          | —                                             | —                                             | —                                             | —                                             | 5:50,81                                       | 6.                                            |
| Koen Metsemakers Dirk Uittenbogaard Abe Wiersma Tone Wieten                                                                                 | Párová čtyřka           | 5:39,80    | 1.FA      | volno         | volno         | —                                             | —                                             | —                                             | —                                             | 5:32,03                                       | Zlatá olympijská medaile                      |
| Eline Berger (kor.) Simon van Dorp Bjorn van den Ende Maarten Hurkmans Ruben Knab Robert Lücken Bram Schwarz Jasper Tissen Mechiel Versluis | Osma                    | 5:30,66    | 1.FA      | volno         | volno         | —                                             | —                                             | —                                             | —                                             | 5:27,96                                       | 5.                                            |

### Ženy
| Sportovec                                                                      | Disciplína              | Rozjížďky | Rozjížďky | Opravy | Opravy | Čtvrtfinále | Čtvrtfinále | Semifinále | Semifinále | Finále  | Finále                      |
| Sportovec                                                                      | Disciplína              | Čas       | Pořadí    | Čas    | Pořadí | Čas         | Pořadí      | Čas        | Pořadí     | Čas     | Pořadí                      |
| ------------------------------------------------------------------------------ | ----------------------- | --------- | --------- | ------ | ------ | ----------- | ----------- | ---------- | ---------- | ------- | --------------------------- |
| Sophie Souwerová                                                               | Skif                    | 7:39,96   | 2.QF      | volno  | volno  | 7:59,92     | 2.SA/B      | 7:29,66    | 4.FB       | 7:25,96 | 7.                          |
| Roos de Jongová Lisa Scheenaardová                                             | Dvojskif                | 6:49,90   | 1.SA/B    | volno  | volno  | —           | —           | 7:08,09    | 1.FA       | 6:45,73 | Bronzová olympijská medaile |
| Marieke Keijserová Ilse Paulisová                                              | Dvojskif lehkých vah    | 7:07,73   | 1.SA/B    | volno  | volno  | —           | —           | 6:43,85    | 3.FA       | 6:48,03 | Bronzová olympijská medaile |
| Ymkje Cleveringová Karolien Florijnová Ellen Hogerwerfová Veronique Meesterová | Čtyřka bez kormidelníka | 6:33,47   | 1.FA      | volno  | volno  | —           | —           | —          | —          | 6:15,71 | Stříbrná olympijská medaile |
| Nicole Beukersová Inge Janssenová Olivia van Rooijenová Laila Youssifouová     | Párová čtyřka           | 6:19,36   | 2.FA      | volno  | volno  | —           | —           | —          | —          | 6:15,75 | 6.                          |

Kvalifikační legenda: FA=Finále A (medailové); FB=Finále B; FC=Finále C; FD=Finále D; FE=Finále E; FF=Finále F; OB=Nejlepší olympijský čas; SA/B=Semifinále A/B; SC/D=Semifinále C/D; SE/F=Semifinále E/F; QF=Čtvrtfinále; O=Opravy

## Vodní pólo

#### Souhrn
| Tým                            | Kategorie | Skupina           | Skupina           | Skupina             | Skupina        | Skupina | Čtvrtfinále      | Semifinále / O 5. místo   | Finále / O umístění         | Finále / O umístění |
| Tým                            | Kategorie | Soupeř Skóre      | Soupeř Skóre      | Soupeř Skóre        | Soupeř Skóre   | Pořadí  | Soupeř Skóre     | Soupeř Skóre              | Soupeř Skóre                | Pořadí              |
| ------------------------------ | --------- | ----------------- | ----------------- | ------------------- | -------------- | ------- | ---------------- | ------------------------- | --------------------------- | ------------------- |
| Nizozemská ženská reprezentace | Ženy      | Austrálie P 12–15 | Španělsko V 14–13 | Jižní Afrika V 33–1 | Kanada V 16–12 | 3.Q     | Maďarsko P 11–14 | O 5.-8. místo Čína V 13–6 | O 5. místo Austrálie P 7–14 | 6.                  |

### Ženy
- Hlavní trenér:  Arno Havenga

| Pozice      | Č. | Hráč                     | Věk    | Tým                     |
| ----------- | -- | ------------------------ | ------ | ----------------------- |
| Brankář     | 1  | Joanne Koendersová       | 24 let | Polar Bears Ede         |
| Brankář     | 13 | Debby Willemszová        | 27 let | CE Mediterrani          |
| Hráč v poli | 2  | Maud Megensová           | 25 let | USC Trojans             |
| Hráč v poli | 3  | Dagmar Geneeová          | 32 let | UZSC Utrecht            |
| Hráč v poli | 4  | Sabrina van der Slootová | 30 let | CN Sabadell             |
| Hráč v poli | 5  | Iris Wolvesová           | 27 let | CE Mediterrani          |
| Hráč v poli | 6  | Nomi Stomphorstová (C)   | 28 let | GZC Donk                |
| Hráč v poli | 7  | Kitty Joustraová         | 23 let | California Golden Bears |
| Hráč v poli | 8  | Vivian Sevenichová       | 28 let | CN Mataró               |
| Hráč v poli | 9  | Maartje Keuningová       | 23 let | CN Sabadell             |
| Hráč v poli | 10 | Ilse Koolhaasová         | 24 let | ANO Glyfada             |
| Hráč v poli | 11 | Simone van de Kraatsová  | 20 let | CN Mataró               |
| Hráč v poli | 12 | Brigitte Sleekingová     | 23 let | Olympiakos Pireus       |

#### Skupina
| Poř. | Tým          | Z | V | R | P | VG | OG | +/- | Body | Postup do   |
| ---- | ------------ | - | - | - | - | -- | -- | --- | ---- | ----------- |
| 1.   | Španělsko    | 4 | 3 | 0 | 1 | 71 | 37 | +34 | 6    | Čtvrtfinále |
| 2.   | Austrálie    | 4 | 3 | 0 | 1 | 46 | 33 | +13 | 6    | Čtvrtfinále |
| 3.   | Nizozemsko   | 4 | 3 | 0 | 1 | 75 | 41 | +34 | 6    | Čtvrtfinále |
| 4.   | Kanada       | 4 | 1 | 0 | 3 | 48 | 39 | +9  | 2    | Čtvrtfinále |
| 5.   | Jižní Afrika | 4 | 0 | 0 | 4 | 7  | 97 | -90 | 0    |             |

| 26. červenec 2021 18:20 |       |                |                                                                                 |
| Austrálie               | 15–12 | Nizozemsko     | Tatsumi Water Polo Center, Tokio rozhodčí: Adrian Alexandrescu Arkadij Voevodin |
| tři hráčky 3            |       | čtyři hráčky 4 | Tatsumi Water Polo Center, Tokio rozhodčí: Adrian Alexandrescu Arkadij Voevodin |

| 28. červenec 2021 19:50 |       |            |                                                                                  |
| Nizozemsko              | 14–13 | Španělsko  | Tatsumi Water Polo Center, Tokio rozhodčí: Sébastien Dervieux Michael Goldenberg |
| Van de Kraatsová 6      |       | Esparová 4 | Tatsumi Water Polo Center, Tokio rozhodčí: Sébastien Dervieux Michael Goldenberg |

| 30. červenec 2021 14:00 |      |              |                                                                            |
| Jižní Afrika            | 1–33 | Nizozemsko   | Tatsumi Water Polo Center, Tokio rozhodčí: Nicola Johnson Ursula Wengeroth |
| Wedderburnová 1         |      | Keuningová 6 | Tatsumi Water Polo Center, Tokio rozhodčí: Nicola Johnson Ursula Wengeroth |

| 1. srpen 2021 15:30 |       |                |                                                                          |
| Nizozemsko          | 16–12 | Kanada         | Tatsumi Water Polo Center, Tokio rozhodčí: Alessandro Severo Nenad Periš |
| Van de Kraatsová 6  |       | Christmasová 4 | Tatsumi Water Polo Center, Tokio rozhodčí: Alessandro Severo Nenad Periš |

#### Čtvrtfinále
| 3. srpen 2021 18:20 |       |               |                                                                          |
| Nizozemsko          | 11–14 | Maďarsko      | Tatsumi Water Polo Center, Tokio rozhodčí: Nenad Periš Alessandro Severo |
| Van de Kraatsová 4  |       | Leimeterová 4 | Tatsumi Water Polo Center, Tokio rozhodčí: Nenad Periš Alessandro Severo |

#### Zápas o 5.-8. místo
| 5. srpen 2021 14:00 |      |              |                                                                         |
| Čína                | 6–13 | Nizozemsko   | Tatsumi Water Polo Center, Tokio rozhodčí: Viktor Salničenko György Kun |
| Teng 2              |      | Keuningová 5 | Tatsumi Water Polo Center, Tokio rozhodčí: Viktor Salničenko György Kun |

#### Zápas o 5. místo
| 7. srpen 2021 11:00 |      |             |                                                                  |
| Nizozemsko          | 7–14 | Austrálie   | Tatsumi Water Polo Center, Tokio rozhodčí: Xevi Buch Dion Willis |
| Van de Kraatsová 3  |      | Gofersová 3 | Tatsumi Water Polo Center, Tokio rozhodčí: Xevi Buch Dion Willis |

## Volejbal

### Plážový volejbal
| Sportovec                             | Kategorie | Skupina                                                      | Skupina                                                  | Skupina                                                | Skupina | Opravy                                                | Osmifinále                             | Čtvrtfinále  | Semifinále   | Finále / BM  | Finále / BM  |
| Sportovec                             | Kategorie | Soupeř Skóre                                                 | Soupeř Skóre                                             | Soupeř Skóre                                           | Pořadí  | Soupeř Skóre                                          | Soupeř Skóre                           | Soupeř Skóre | Soupeř Skóre | Soupeř Skóre | Pořadí       |
| ------------------------------------- | --------- | ------------------------------------------------------------ | -------------------------------------------------------- | ------------------------------------------------------ | ------- | ----------------------------------------------------- | -------------------------------------- | ------------ | ------------ | ------------ | ------------ |
| Alexander Brouwer Robert Meeuwsen     | Muži      | Lucena / · Dalhausser (USA) · V (21–17, 21–18)               | Azaad / · Capogrosso (ARG) · V (21–14, 21–14)            | Alison / · Álvaro (BRA) · P (14–21, 22–24)             | 2.Q     | volno                                                 | Mol / · Sørum (NOR) · P (17–21, 19–21) | nepostoupili | nepostoupili | nepostoupili | nepostoupili |
| Sanne Keizerová Madelein Meppelinková | Ženy      | Baquerizová / · Fernándezová (ESP) · P (21–19, 18–21, 14–16) | Wang S.-S. / · Süe Čchen (CHN) · P (21–19, 29–31, 13–15) | Klinemanová / · Rossová (USA) · P (22–20, 17–21, 5–15) | 4.      | nepostoupily                                          | nepostoupily                           | nepostoupily | nepostoupily | nepostoupily | nepostoupily |
| Raïsa Schoonová Katja Stamová         | Ženy      | Pavanová / · Humana-Paredesová (CAN) · P (16–21, 14–21)      | Heidrichová / · Vergé-Dépréová (SUI) · P (20–22, 18–21)  | Borgerová / · Sudeová (GER) · V (24–22, 21–16)         | 3.q     | Martínezová / · Echevarríová (CUB) · P (17–21, 17–21) | nepostoupily                           | nepostoupily | nepostoupily | nepostoupily | nepostoupily |

## Vzpírání
| Sportovec    | Kategorie       | Trh      | Trh    | Nadhoz   | Nadhoz | Celkem | Pořadí |
| Sportovec    | Kategorie       | Výsledek | Pořadí | Výsledek | Pořadí | Celkem | Pořadí |
| ------------ | --------------- | -------- | ------ | -------- | ------ | ------ | ------ |
| Enzo Kuworge | Muži nad 109 kg | 175 kg   | 10.    | 234 kg   | 4.     | 409 kg | 6.     |